# Erwin Rommel
Erwin Johannes Eugen Rommel ⓘ (15/11/1891 - 14/10/1944) còn được biết đến với tên Cáo Sa mạc, Wüstenfuchs ⓘ, là một trong những vị Thống chế lừng danh nhất của nước Đức trong cuộc Chiến tranh thế giới lần thứ hai. Ông là một trong những bậc thầy vĩ đại về mưu mẹo trong chiến tranh, một vị tướng có lòng quả cảm, thượng võ nhất trong quân đội Đức Quốc xã, được cả đồng minh lẫn đối thủ kính trọng. Ông phục vụ cho Adolf Hitler, tuy là một chiến tướng xuất sắc của Đức Quốc xã, nhưng ông không phải đảng viên của Đảng Quốc xã. Vì tinh thần thượng võ cao đẹp, ngay cả người Anh cũng phải bái phục, dù ông đã giao tranh với họ trong nhiều trận đánh quan trọng tại Bắc Phi. Không những thế, cho đến nay người Mỹ vẫn coi ông là một lãnh đạo mẫu mực.
Là một sĩ quan nổi tiếng trong cuộc Chiến tranh thế giới lần thứ nhất, Rommel gặp gỡ lãnh tụ Adolf Hitler lần đầu tiên vào năm 1934. Ông được tặng thưởng huân chương Pour le Mérite vì những chiến công của ông ở mặt trận Ý. Trong Chiến tranh thế giới lần thứ hai, Rommel nổi bật lên trong vai trò chỉ huy của Sư đoàn Ma trong cuộc tấn công Pháp năm 1940 của nước Đức Quốc xã. Tiếp đó, Rommel nắm giữ vai trò chỉ huy liên quân Ý - Đức tại châu Phi, dù phải đối mặt với quân địch đông đảo hơn nhưng nhờ tài nghệ của mình ông đã gặt hái những chiến thắng vẻ vang. Ông đã thực hiện thành công vai trò thống lĩnh Quân đội phe Trục ở châu Phi, đến nỗi nó mang lại cho ông biệt danh Cáo Sa mạc (Wüstenfuchs) và được công nhận rộng rãi là chỉ huy quân sự giỏi nhất ở địa hình sa mạc. Sau đó, ông chỉ huy lực lượng phòng thủ của Đức trong trận Normandie.
Erwin Rommel là một chỉ huy hào hiệp và nhân đức, ngược hẳn với hình tượng chung về Phát xít Đức. Quân đoàn châu Phi (Afrikakorps) của ông hoàn toàn không bị cáo buộc bất cứ tội ác chiến tranh nào. Ngoài ra, ông còn nhiều lần cứng rắn từ chối những lệnh yêu cầu ông phải hành quyết lính và người Do Thái bị bắt giữ ở mọi mặt trận mà ông chỉ huy. Thế nên, trong Đức Quốc xã thì không người lính nào có tiếng tăm lừng lẫy như ông. Erwin Rommel trở thành một nhân vật trung tâm trong sử sách quân sự châu Âu hiện đại.
Ở cuối cuộc Chiến tranh thế giới lần thứ hai, Rommel tham gia vào phong trào chống đối Adolf Hitler, nhưng phản đối âm mưu mưu sát ông này năm 1944. Vì sự dính dáng của Rommel nhưng đồng thời cũng vì danh tiếng quá lớn của ông, Hitler buộc Rommel phải tự sát bằng thuốc độc thay vì hành quyết ông. Điều này khiến người ta coi ông là một nạn nhân của chế độ Adolf Hitler, là hiện thân của một người Đức tốt. Sau khi mất, Rommel được chôn cất với đầy đủ các nghi thức dành cho chỉ huy quân sự cấp cao, nhưng lý do thực sự cho cái chết của ông mãi là một bí ẩn tới khi Tòa án Nürnberg được mở. Cho đến nay, cuộc đời và sự nghiệp của ông vẫn luôn là điểm thu hút các học giả quân sự.

## Cuộc đời và sự nghiệp thuở ban đầu

Thiếu sinh quân Rommel lúc trẻ khoảng năm 1910

Erwin Rommel sinh ra tại Heidenheim an der Brenz, huyện Heidenheim cách Ulm khoảng 50 km, thuộc bang Württemberg (nay là bang Baden-Württemberg), Đế chế Đức. Ông là người con thứ ba của giáo sư Erwin Rommel, hiệu trưởng một trường trung học phổ thông đến hết lớp 10 (???) (tiếng Đức: Progymnasium) theo đạo Tin Lành (Protestant) tại Aalen, với Helene von Luz, con gái của một người có chức sắc tại địa phương. Rommel có một anh trai chế́t sớm tên Manfred, hai em trai Karl và Gerhard, và người chị gái mà ông đặc biệt yêu quý là Helene. Theo lời chị gái kể, khi còn nhỏ, Erwin, một cậu bé tóc bạch kim ốm yếu da dẻ trắng xanh, không thích chơi cũng không thích học, chỉ thích ở gần thiên nhiên. Cậu nhút nhát, tính ngoan ngoãn hay mềm lòng với người nhà đặc biệt là mẹ, nhưng không sợ ai trên đời, khép kín và khó kết bạn (mãi đến già cũng như vậy) nhưng rất cởi mở thân thiện với những người thợ thuyền, lười học nhưng nếu đã thích cái gì thì rất tập trung làm và có kết quả ngay. Ở tuổi 14, Rommel và một người bạn của mình đã làm ra một chiếc tàu lượn có thể bay được, tuy không xa lắm. Lúc trẻ, ông có ý định trở thành một kỹ sư hàng không, thế nhưng cha mẹ ông lại đặt ông trước sự chọn lựa hoặc là trở thành nhà giáo hay là sĩ quan. Ban đầu ông chọn nghề giáo nhưng sau đó bỏ và gia nhập vào trung đoàn bộ binh số 124 của bang Württemberg với chức vụ thiếu sinh quân vào năm 1910 và không lâu sau đó, ông được gửi đến trường Thiếu Sinh Quân tại Danzig.
Trong lúc học tại Danzig, đầu năm 1911, Rommel đã gặp người vợ tương lai của mình là Lucie Maria Mollin. Ông tốt nghiệp vào tháng 11 năm 1911 và được phong chức trung úy vào tháng 1 năm 1912. Trước khi kết hôn, Rommel còn có một mối quan hệ khác với một phụ nữ tên Walburga Stemmer vào năm 1912 và mối tình đó đã đem đến cho hai người một người con gái tên Gertrud. Ông viết cho bà nhiều lá thư với giọng điệu lãng mạn, hơi nông nổi, sau này không còn bao giờ thấy trong thư từ sách vở của ông nữa. Gia đình Rommel phản đối gay gắt đặc biệt là mẹ Rommel vì bà cho rằng xuất thân thấp hèn của Stemmer sẽ làm khó cho việc thăng tiến của Rommel. Lúc ấy, Chiến tranh thế giới thứ nhất gần kề, nếu xuất ngũ để kết hôn với Walburga thì có thể bị coi là hèn nhát, các bạn đồng ngũ của Rommel cũng đều khuyên ông chọn sự nghiệp quân sự. Khi chiến tranh nổ ra, Rommel ra trận, dặn chị gái "Nếu em chết thì tất cả tiền bạc trao lại cho Walburg và Trudel tội nghiệp." Nhưng hết chiến tranh, tình yêu không còn nữa, và Rommel đến gặp Lucie thú thật mọi chuyện. Năm 1916, Rommel làm đám cưới với Lucie. Walburga và Gertrud chuyển về sống với hai vợ chồng và được giới thiệu là "em họ và cháu gái." Walburga biết Rommel hết sức yêu thương chiều chuộng Gertrud nên còn hy vọng và đã chờ ông suốt 12 năm, thế nhưng khi biết Lucie đã có mang thì bà tự tử. Tháng 12, năm 1928 con trai của Rommel ra đời và được đặt tên là Manfred – người con này về sau trở thành thị trưởng của Stuttgart từ 1974 đến 1996.

### Thế chiến thứ I
Trong cuộc Thế chiến thứ I, Erwin Rommel phục vụ tại các mặt trận Pháp, Romania và Ý. Là một Sĩ quan trẻ tuổi, ông có hào khí tham chiến lúc cuộc đại chiến bùng nổ vào năm 1914. Ông miêu tả về Trung đoàn của ông như sau:
| “              | Những khuôn mặt tươi trẻ đều toát lên niềm vui, nhiệt huyết và sẵn sàng lâm trận. Không gì cao đẹp bằng chạm trán với quân thù trước những binh sĩ như thế! | ” |
| — Erwin Rommel | |   |

Tổng cộng, ông bị thương ba lần và được phong tặng Huân chương Thập tự Sắt (Iron Cross) cả hạng I và hạng II. Rommel trở thành người trẻ tuổi nhất nhận được huân chương cao quý này của Đế chế Đức, Huân chương Pour le Mérite (huân chương này là một vinh dự có tính cách truyền thống chỉ dành cho các vị tướng). Ông nhận được nó sau các trận đánh tại các dãy núi phía đông bắc nước Ý. Phần thưởng này là kết quả từ trận đánh tại Longarone, và việc chiếm giữ được ngọn núi Matajur (ngọn núi này cao 1.650 mét, từ đây có thể quan sát được vùng biển Adriatic) cùng với 150 sĩ quan, 7.000 lính Ý và 81 cây đại bác (trong trận đánh này, Rommel cùng với 100 quân của mình chống lại lực lượng Ý hơn 7.000 người). Tiểu đoàn của Rommel sử dụng khí ga trong chuỗi trận chiến tại Isonzo và còn giữ vai trò chủ chốt trong chiến thắng quyết định của Liên minh Trung tâm trước quân Ý trong trận Caporetto (địa điểm trận đánh ngày nay là Kobarid thuộc Slovenia). Trong khi chiến đấu tại Isonzo, Rommel bị lực lượng Ý bắt giữ nhưng trốn thoát về lại Đức hai tuần sau đó.

### Giữa hai thế chiến
Rommel là một trong những sĩ quan có khả năng được đưa lên vị trí cao hơn, Thế nhưng, ông tìm cách từ chối một vị trí trong Truppenamt (tổ chức thay thế cho Bộ Tổng tham mưu quân đội Đức, tổ chức mà Đức không được có theo Hiệp ước Versailles)--con đường để vươn lên cấp chỉ huy cao hơn. Thay vào đó, ông lựa chọn để trở thành một sĩ quan ở tiền tuyến..

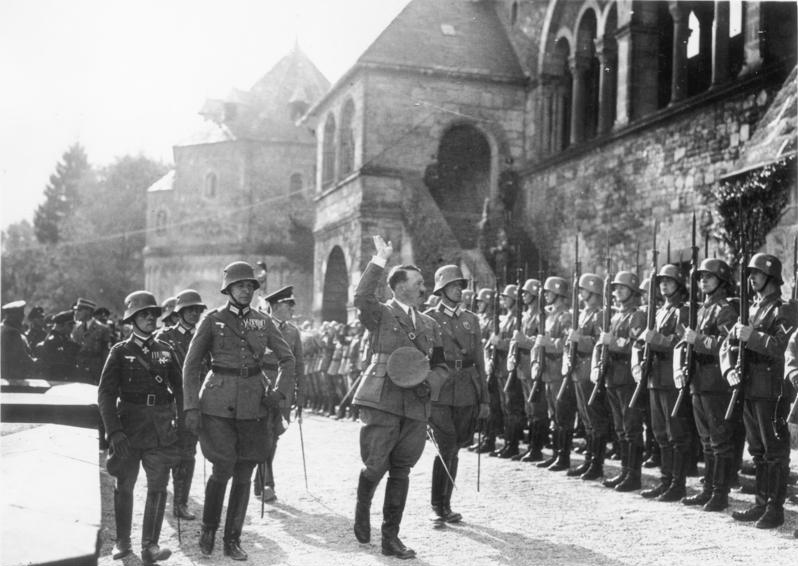
Đại tá Rommel (trái) và Hitler đi qua một đội danh dự ở Goslar, ngày 30 tháng 9 năm 1934.

Sau Thế chiến thứ I, Rommel nắm giữ một chức chỉ huy cấp tiểu đoàn và là giảng viên tại trường bộ binh Dresden từ 1929 đến 1933, và tại Học viện Chiến tranh Potsdam từ 1935 đến 1937. Năm 1934, ông cho xuất bản lần đầu cuốn "Gefechts-Aufgaben für Zug und Kompanie: Ein Handb. f. d. Offizierunterrich" (Bài tập dành cho Trung đội và Đại đội: Một sách hướng dẫn dành cho sĩ quan huấn luyện). Quyển sách này được in tới tận năm 1945 với năm bản in có điều chỉnh và thay đổi tựa. Từ năm 1935 tới 1938, Rommel làm một công việc chỉ huy tại Học viện Chiến tranh Potsdam. Các quyển nhật ký chiến tranh của Rommel, "Những cuộc Tấn công bằng Bộ binh" (tiếng Đức: Infanterie greift an), xuất bản năm 1937, đã trở thành cuốn sách giáo khoa quân sự được đánh giá cao, và cũng thu hút được sự chú ý của Adolf Hitler. Từ đó, Hitler đã lần lượt giao cho Rommel vị trí thuộc bộ Chiến tranh Đức, chủ yếu là các công việc có liên quan tới tổ chức Đoàn Thanh niên Hitler (tiếng Đức: Hitler Jugend); các vị trí đứng đầu lĩnh vực Thể thao Quân đội.
Năm 1937, Rommel tổ chức một loạt chuyến viếng thăm đến các cuộc mít-tinh và nơi đóng trại của Hitler Jugend. Nơi ông tổ chức các buổi giảng dạy quân sự, kiểm tra cơ sở hạ tầng và dự giờ các buổi giảng. Đồng thời, Rommel còn gây áp lực lên Baldur von Schirach, chỉ huy lúc đó của Hitler Jugend, để ông này chấp nhận sự có mặt nhiều hơn của quân đội trong việc huấn luyện Hitler Jugend. Schirach coi đó là một nỗ lực nhằm mục đích biến Hitler Jugend thành một lực lượng hậu cần cho quân đội Đức. Vì thế, Schirach từ chối mọi đề nghị của Rommel, đồng thời ông này còn trở nên không ưa Rommel, có vẻ là do sự ghen tỵ đối với ảnh hưởng của Rommel trong Hitler Jugend. Cuối cùng thì một thỏa thuận hợp tác giữa Hitler Jugend và quân đội Đức cũng hình thành, nhưng nội dung điều khoản thì chỉ cho phép quân đội tổ chức huấn luyện trong Trường dạy Bắn Súng của Hitler Jugend, ít hơn những gì Rommel mong muốn. Tới trước 1939, Hitler Jugend nhận được khoảng 20.000 sĩ quan huấn luyện bắn súng. Trong thời gian này, Rommel vẫn tiếp tục giảng dạy ở Potsdam, công việc đã mang lại cho ông nhiều phần thưởng của quân đội vì thành tích xuất sắc của mình.
Năm 1938, lúc này Rommel đã là đại tá, ông được chỉ định là chỉ huy của Học viện Chiến tranh tại Wiener Neustadt. Tại đây, Rommel bắt đầu viết cuốn sách có tựa đề "Xe Tăng trong các cuộc Tấn công" (tiếng Đức: Panzer greift an). Không lâu sau đó, Rommel lại được thuyên chuyển và giao quyền chỉ huy Tiểu đoàn Bảo vệ Quốc trưởng (tiếng Đức: Führer-Begleitbattalion) để bảo vệ Hitler trong cuộc thăm viếng của ông này đến Nam Tư và vùng Mermel thuộc Litva. Thời gian này chính là thời gian ông đã gặp Joseph Goebbels, khi này là Bộ trưởng Bộ tuyên truyền Đức. Goebbels về sau trở nên hâm mộ Rommel một cách nhiệt thành và ông này giữ một vai trò quan trọng trong việc làm cho truyền thông Đức luôn đưa tin về các chiến công của Rommel.

## Thế chiến thứ II

Rommel trong chiến dịch tại Pháp 1940

### Ba Lan 1939
Vào mùa thu năm 1938, Hitler chọn Rommel chịu trách nhiệm đơn vị lính Đức bảo vệ ông ta trong các chuyến viếng thăm Tiệp Khắc sau khi đã xâm chiếm nước đó. Trước khi cuộc xâm lược Ba Lan xảy ra, ông được thăng hàm thiếu tướng và chỉ huy trưởng của Tiểu đoàn Bảo vệ Quốc trưởng, chịu trách nhiệm về sự an toàn cho các sở chỉ huy di động của Hitler trong suốt chiến dịch này.

### Pháp 1940

#### Chỉ huy tăng thiết giáp

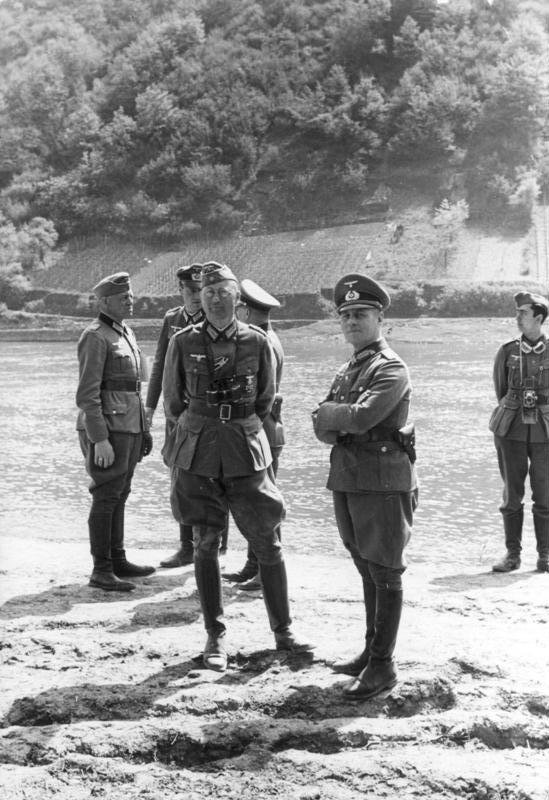
General Erwin Rommel cùng một sĩ quan quan sát binh lính trong Sư đoàn Tăng thiết giáp số 7 tập luyện phương án tác chiến vượt sông tại sông Moselle (Pháp). Ảnh chụp năm 1940.

Sau chiến dịch tại Ba Lan, Rommel bắt đầu vận động hành lang để xin được làm chỉ huy của một trong mười sư đoàn tăng thiết giáp của Đức Quốc Xã. Với những chiến tích trong Chiến tranh Thế giới thứ nhất đều dựa trên tính bất ngờ và sự cơ động, rõ ràng Rommel trở nên rất phù hợp với các đơn vị panzer thế hệ mới. Ông được Hitler thăng lên hàm tướng, sớm hơn cả các sĩ quan dày dạn kinh nghiệm khác. Ông cũng được giao quyền chỉ huy sư đoàn tăng thiết giáp như mong muốn, dù trước đó yêu cầu này bị khước từ bởi Sở chỉ huy Quân đội và ông chỉ được giao nhiệm chỉ huy một đơn vị tác chiến địa hình đồi núi. Theo Caddick-Adams, ông đã nhận được sự hậu thuẫn từ Hitler, chỉ huy đơn vị Quân chủng số 14 Wilhelm List và rất có thể là cả Guderian.
Sự thăng tiến vượt bậc đi ngược lại các quy định trong quân đội đã khiến Rommel bị đồn thổi rằng ông đang được Hitler ưu ái quá mức, tuy nhiên khả năng lãnh đạo phi thường của ông trong chiến dịch tại Pháp đã dập tắt hoàn toàn những tin đồn đó. Sư đoàn tăng thiết giáp số 7 lúc đó cũng mới chỉ được chuyển đổi thành một sư đoàn binh chủng thiết giáp hạng nặng bao gồm 218 xe tăng chia thành 3 tiểu đoàn, với hai trung đoàn súng trường, một tiểu đoàn xe máy, một tiểu đoàn kỹ sư, và một tiểu đoàn chống tăng. Sau khi nắm quyền chỉ huy vào ngày 10 tháng 2 năm 1940, dù không có kinh nghiệm trong việc chỉ huy tăng thiết giáp, Rommel đã nhanh chóng thích nghi để học hỏi và triển khai việc luyện tập chiến thuật tác chiến nhằm chuẩn bị cho chiến dịch sắp tới.

#### Tấn côngnước Pháp
Vào ngày 10/5/1940, một bộ phận của Quân đoàn 15 của quân đội Đức dưới sự chỉ huy của tướng Hermann Hoth tiến vào Bỉ để tiến lên vùng sông Meuse gần vùng đô thị Wallonia của Dinant. Ở bờ sông Meuse, Sư đoàn thiết giáp số 7 của Rommel bị giam chân bởi cầu đường bị phá hủy cũng như hỏa lực từ phía quân Bỉ phòng thủ. Quân Đức lúc này thiếu lựu đạn khói nên Rommel, lúc này là toàn quyền chỉ huy cuộc vượt sông, ra lệnh đốt một vài ngôi nhà ven sông để che mắt quân Bỉ. Các đơn vị Panzergrenadier sau đó vượt sông bằng thuyền cao su, và Rommel thì chỉ huy đợt thứ hai. Sư đoàn của Rommel tiến sâu hơn vào đất quân Bỉ và cách xa các đơn vị quân Đức khác.
Kiểu tiến quân của Rommel là liều lĩnh dùng một lực lượng cơ động mạnh (chủ yếu là lực lượng tăng thiết giáp) đánh thẳng vào một điểm trên phòng tuyến đối phương rồi tiến tới luôn, chấp nhận mạo hiểm khi để hai bên sườn hoàn toàn trống trải, cách tấn công này chủ yếu dựa trên việc đánh vào tinh thần của binh lính đối phương, khiến họ không dám tấn công và làm tan rã ý chí chiến đấu của họ. Khi gặp kháng cự, Rommel sẽ đơn giản là ra lệnh cho xe tăng nhắm vào một điểm mà tiến tới, ra lệnh cho toàn bộ hỏa lực triển khai, dựa chủ yếu vào tính bất ngờ của cuộc tấn công để làm cho tinh thần binh lính đối phương tan rã và sau đó họ đầu hàng. Kiểu đánh này bù đắp được điểm yếu của xe tăng Đức là có thiết giáp giới hạn và cỡ nòng pháo thấp, và nó còn thường làm cho một nhóm lớn tăng hạng nặng đối phương đang dàn quân ra phải đầu hàng. Thêm vào đó, nó sẽ giúp giảm số quân tử trận cho hai bên sườn của phe tiến công vì tránh được kiểu đánh dàn trải nhưng đồng thời cũng gây nhiều rủi ro. Có một lần sư đoàn của Rommel dựa theo cách đánh này, vội vã khai hỏa tối đa vào một đoàn xe vận chuyển của Pháp để rồi sau đó nhận ra rằng người Pháp dùng nhóm xe này để làm bẫy "chuông báo động" từ xa.

#### Trận Arras
Khoảng này 18 tháng 5, Quân đoàn quân Đức chính chiếm được Cambari nhưng từ đó thông tin về hướng tiến quân của Rommel được phát về một cách rất ít ỏi. Có lúc, Bộ Tham mưu của Đức ở mặt trận này, khi đó đang chỉ huy một phần quân đoàn đóng ở Bỉ, không nhận được bất cứ liên lạc vô tuyến nào từ Rommel, liền ghi lại rằng nhóm quân của Rommel đã bị tiêu diệt và dừng việc tiếp vận nhiên liệu cho nhóm quân này. Lệnh này về sau gây tranh cãi lớn; Rommel thì giận dữ và buộc tội một phần trong nhóm sĩ quan quân nhu của mình là bất cẩn còn Bộ Tham mưu của Đức thì chỉ trích Rommel vì tốc độ tiến quân của ông làm cho chỉ huy không bắt kịp.

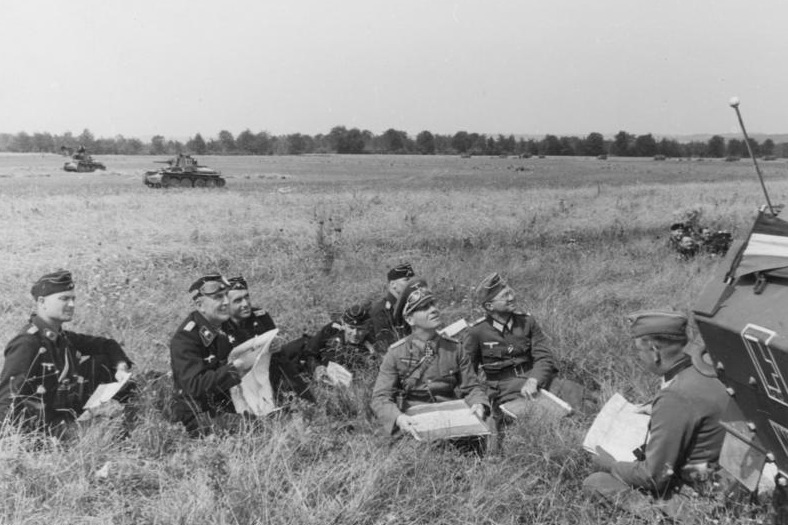
Rommel trong mặt trận Tây Âu (tháng 6 năm 1940)

Vào ngày 20 tháng 5, nhóm quân của Rommel tiến tới thành phố Arras. Ở đây ông muốn ngăn cách Lực lượng Viễn chinh Anh khỏi bờ biển và ông ra lệnh cho Hans von Luck, lúc này đang chỉ huy một tiểu đoàn trinh sát của sư đoàn, tìm cách mở đường vượt qua nhóm kênh La Bassée gần thành phố này. Được hỗ trợ bởi các máy bay tiêm kích ném bom Junkers Ju 87, nhóm quân của Hans von Luck mở được đường tiến qua sông. Quân Anh phản công (trận Arras) vào ngày 21 tháng 5 với xe tăng Matilda Mk I. Quân Đức nhận ra rằng súng 35 ly họ dùng vô dụng trước giáp tăng của quân Anh. Một khẩu đội súng 88 ly được đưa ra để chống xe tăng Anh và đích thân Rommel chỉ huy khẩu đội này. Kết quả là quân Anh-Pháp phải từ bỏ kế hoạch vượt sông.
Sau trận Arras, Hitler ra lệnh cho các đơn vị thiết giáp chuyển về trạng thái phòng thủ, cũng lúc đó thì người Anh, thực thi theo chiến dịch Dynamo, rút số quân của họ ra khỏi Dunkirk và Sư đoàn Thiết giáp số 7 của Rommel có được một khoảng thời gian cần thiết để nghỉ ngơi. Vào ngày 26 tháng 5, Sư đoàn Thiết giáp số 7 quân Đức tiếp tục tiến quân và nó tiến sát Lille trong ngày 27 tháng 5. Để tấn công thị trấn này, Rommel được giao thêm một sư đoàn tăng nữa, Sư đoàn Thiết giáp 5; việc này làm cho một tướng khác là Max von Hartlieb có cảm giác khó chịu. Cùng ngày, Rommel nhận được tin mình được tặng thưởng huân chương Chữ thập Hiệp sĩ của chữ Thập Sắt; Rommel trở thành Sư trưởng đầu tiên được tặng thưởng trong chiến dịch này. Giải thưởng này đã giúp cho Rommel đảm bảo được vị trí của mình trước Hitler cũng như làm cho các sĩ quan đồng cấp khác chỉ trích là Hitler có quan hệ quá gần gũi với Rommel. Họ tin rằng đây là bằng chứng khác cho thấy Hitler có vẻ ưu tiên Rommel.
Vào ngày 28 tháng 5, khi đang tổng tiến quân vào Lille, và lại ở xa nhóm quân Đức gần nhất, sư đoàn thiết giáp số 7 đụng phải một trận pháo dữ dội của quân Pháp. Rommel thúc quân tiến lên, chiếm được Lille, vây được một nửa của Quân đoàn thứ Nhất (Ire Armée) của Pháp và không cho họ lùi về Dunkirk. Sau trận này quân của Rommel lại có thời gian nghỉ ngơi.

#### Bờ biển Manche
Quân của Rommel tiếp tục tiến quân vào ngày 6 tháng 6 với ý định chiếm vùng quanh sông Seine và đảm bảo an toàn cho các cây cầu gần thành phố Rouen. Nhóm quân này tiến hơn 100 km trong hai ngày nhưng đến nơi thì toàn bộ cầu đã bị phá hết. Ngày 10 tháng 6, Rommel đến được bờ biển gần Dieppe, gửi tin nhắn "Tôi đang ở bờ biển" về bộ chỉ huy.
Ngày 15 tháng 6, Sư đoàn Thiết giáp 7 bắt đầu tiến về Cherbourg. Tới ngày 17 thì tiến được 35 km và tới ngày 18 thì chiếm được thị xã này. Sau đó, Sư đoàn tiếp tục tiến về Bordeaux nhưng phải dừng lại khi một lệnh đình chiến ngắn được ký kết vào ngày 21 tháng 6. Vào tháng 7, Sư đoàn của Rommel được điều đến Paris nhằm chuẩn bị cho chiến dịch Sư tử biển, chiến dịch tấn công Anh quốc của phát xít Đức. Sự chuẩn bị này là nửa vời bởi vì quân Đức ngày càng nhận ra rằng họ không thể cân bằng về lực lượng không quân với quân đội Anh.

#### Sư đoàn Ma

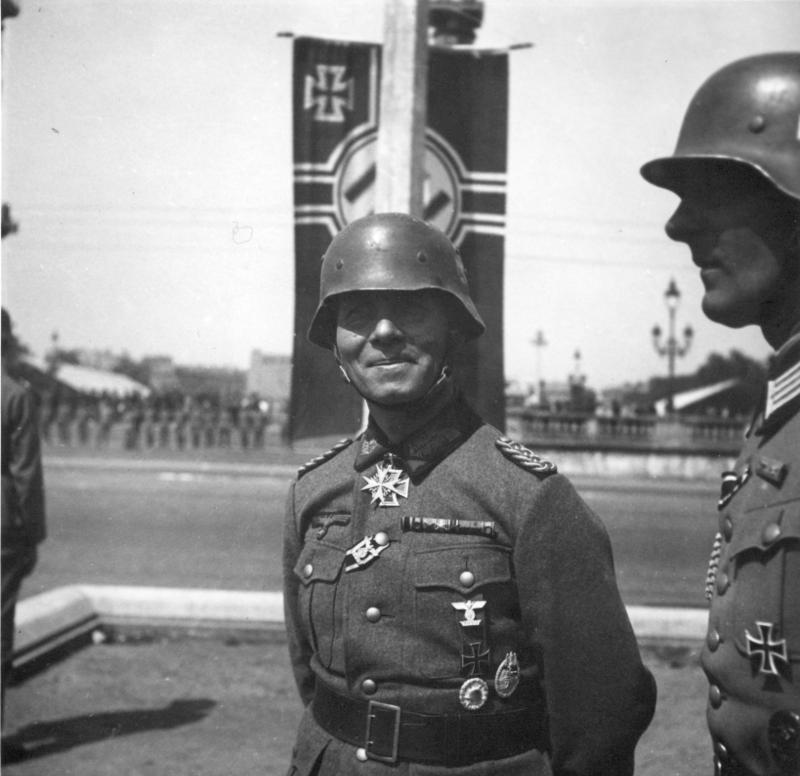
Rommel trong lễ duyệt binh chiến thắng tại Paris, tháng 6 năm 1940

Sư đoàn thiết giáp số 7, sau này được đổi tên thành Sư đoàn Ma (tiếng Đức: Gespenster-Division) do tốc độ và tính bất ngờ khi nó làm những nhiệm vụ được giao; thậm chí đến mức có lúc Bộ Chỉ huy Tối cao của quân Đức đã mất liên lạc với nó và không biết nó nằm ở đâu.
Rommel nhận được cả lời tán dương lẫn chỉ trích cho kiểu đánh của mình. Một số chỉ huy như tướng Georg Stumme, người trước đó chỉ huy Sư đoàn Thiết giáp 7 thì ấn tượng mạnh bởi tốc độ và sự thành công của Rommel nhưng một số khác, một vài người vì ghen tị, thì nghĩ ngược lại và chỉ trích rằng chiến thuật Rommel ẩn chứa nhiều nguy cơ không cần thiết. Hermann Hoth, ngoài mặt thì ca ngợi Rommel nhưng sau lưng thì chỉ trích. Trong một báo cáo mật, Hoth ghi rằng không nên giao cho Rommel chỉ huy sư đoàn nào nữa cho tới khi Rommel có thêm nhiều kinh nghiệm và khả năng phán đoán. Hoth còn cáo buộc rằng Rommel không muốn thừa nhận đóng góp của người khác trong những chiến thắng của ông.
Chỉ huy Quân đoàn thứ tư của quân đội Đức, tướng Günther von Kluge, còn chỉ trích Rommel là tự nhận một cách sai trái toàn bộ vinh quang trong những chiến thắng của ông. Kluge cảm thấy rằng Rommel không thừa nhận đóng góp của Không quân Đức (Luftwaffe) và chiến ký của Rommel về thời gian ông ở Pháp thì ghi sai về hướng tiến quân của các đơn vị chiến đấu cũng để chiếm hết công về mình. Kluge còn dẫn ra lời phàn nàn của tướng Hartlieb là Rommel đã lạm dụng dụng cụ xây cầu của Sư đoàn Thiết giáp số 5 vào ngày 14 tháng 5 khi dụng cụ của Sư đoàn Thiết giáp số 7 đã hết; việc làm này khiến cho Sư đoàn Thiết giáp 5 vượt sông bị chậm nhiều giờ. Sau đó Rommel lại lặp lại điều này trong cuộc vượt sông Scarpe ngày 27 tháng 5.

### Bắc Phi1941-1943
Phần thưởng tiếp theo mà Rommel nhận được cho những thành công của mình là ông được thăng cấp và được chỉ định trở thành chỉ huy của Sư đoàn Tia chớp số 5 của quân đội Đức (về sau trở thành Sư đoàn Thiết giáp số 21, sư đoàn này cùng với Sư đoàn Thiết giáp số 15 tạo nên Quân đoàn châu Phi Deutsches Afrikakorps,(listenⓘ)). Quân đoàn này được gửi đến Lybia đầu năm 1941 trong chiến dịch Sonnenblume để hộ trợ quân Ý đang mất tinh thần vì những thiệt hại do liên quân Thịnh Vượng chung gây ra trong chiến dịch Compass. Ở Châu phi, Rommel giành được danh tiếng cao nhất của mình trong lãnh vực quân sự.

#### Đợt tấn công thứ nhất củaphe Trục
Vào ngày 6 tháng 2 năm 1941, Rommel được lệnh chỉ huy quân đoàn châu Phi tiến về Libya để giúp quân Ý đang đã bị đánh lui trong chiến dịch Compass của liên quân khối Thịnh Vượng chung dưới sự chỉ huy của thiếu tướng Richard O'Connor vào khoảng tháng 11 năm 1940. Bộ Tổng chỉ huy phe Trục ban đầu thì ra lệnh nghi binh phòng thủ nhưng về sau lại tổ chức những đợt tấn công nhỏ trong tháng 5 vào Agedabia và Benghazi, và lên kế hoạch giữ vững phòng tuyến ở giữa các thành phố trên. Rommel phàn nàn rằng những kiểu tấn công nhỏ như thế sẽ vô dụng vì toàn bộ Cyrenaica sẽ bị chiếm nếu phe Trục phải phải tìm cách giữ tiền tuyến. Ngoài ra, lực lượng của phe Trục phải nhận thêm 7000 lính Ý vốn đã bị mất tinh thần do việc vào 3 tháng trước đó O'Connor's đã bắt giữ được 130.000 lính và 400 xe tăng của quân đoàn Ý ở Bắc Phi.
Vào 24 tháng 3 năm 1941, Rommel mở một đợt tấn công nhỏ với Sư đoàn Tia chớp số 5 và 2 sư đoàn bộ binh Ý hỗ trợ. Đợt tấn công này là một đợt nhỏ trước khi quân Rommel được tăng cường thêm bởi Sư đoàn Thiết giáp số 15 vào tháng 5. Quân Anh, vốn đã bị suy yếu vì phải chia quân gửi sang tham chiến tại mặt trận Hy Lạp, lùi về Mersa el Brega để bắt đầu xây dựng phòng tuyến. Rommel quyết định tiếp tục tấn công một lần nữa để ngăn chặn quân Anh củng cổ phòng tuyến này. Sau một ngày đụng độ quyết liệt, quân Đức chiếm ưu thế và Rommel tiếp tục tiến quân bất chấp lệnh phải hoãn tấn công vào Agedabia cho đến tháng 5. Tổng tư lệnh Anh ở Trung Đông, tướng Archibald Wavell, đánh giá quá cao sức mạnh của liên quân phe Trục và cộng thêm nỗi lo ngại về vấn đề thời tiết mùa đông, liền ra lệnh rút quân khỏi Benghazi để tránh việc bị đợt tấn công của Rommel chia cắt.
Rommel, thấy được sự miễn cưỡng của người Anh trong một trận đánh quyết định, liền đưa ra một quyến định liều lĩnh: chiếm đóng toàn bộ Cyrenaica chỉ với lực lượng được trang bị nhẹ. Ông ra lệnh cho Sư đoàn Thiết giáp Ariete của quân Ý truy đuổi số quân Anh đang rút đi, cùng lúc cho Sư đoàn Tia chớp số 5 của quân Đức liền tiến vào Benghazi. Chỉ huy Sư đoàn Tia chớp số 5, thiếu tướng Johannes Streich, phản đối lệnh với lý do rằng hình trạng trang thiết bị của Sư đoàn hiện tại không thích hợp để hành quân. Thế nhưng, Rommel bỏ ngoài tai lời phải đối này, ông nói "không thể để dịp may hiếm hoi trôi đi chỉ vì những chuyện vặt vãnh". Cùng lúc đó, Tổng Tư lệnh quân Ý là tướng Italo Gariboldi liên tục tìm cách hoãn cuộc tiến quân của Rommel nhưng ông này không thể liên lạc được với Rommel.
Sau khi chiếm được Benghazi, phe trục tiếp tục chiếm thêm khu vực Cyrenaica tới tận Gazala vào 8 tháng 4. Việc làm này của Rommel nhận được sự chỉ trích dữ dội từ phía Bộ Tổng chỉ huy quân Ý vì họ cảm thấy Rommel đã bất tuân thượng lệnh. Điều này càng đặc biệt khi mà Rommel đáng lẽ phải tuân theo lệnh của phía Ý. Sau đó, Rommel còn nhận được lệnh từ phía Bộ Chỉ huy Tối cao quân Đức rằng ông không được vượt qua khỏi Maradah, nhưng một lần nữa Rommel lại bỏ ngoài tai lệnh này cũng như mọi lời phản đối khác từ thuộc tướng của mình. Rommel tin rằng thời điểm đó là một cơ hội lớn lao để tiêu diệt một lượng lớn quân Đồng minh ở Bắc phi và chiếm giữ Ai Cập. Sau đó, Rommel quyết định tiếp tục gây sức ép lên quân Anh đang rút lui và mở một đợt tấn công cánh vào cảng Tobruk. Trong đợt tấn công này, quân của Rommel bắt được Tổng chỉ huy quân sự của quân Đồng Minh tại khu vực Cyrenaica là Trung tướng Philip Neame và cả Richard O'Connor, khi này là thuộc tướng của Neame.
Trong thời gian quân Ý đang tấn công dọc theo bờ biển, Rommel quyến định tiến lên phía bắc và tấn công khu cảng từ phía Đông Nam với Sư đoàn Tia chớp số 5 với mục tiêu rằng sẽ vây được số lớn quân Anh đang đóng tại đó. Đợt tấn công này thất bại vì các lý do về hậu cần cũng như quân Đức không đảm bảo được đường tiếp vận; đồng thời quân của Rommel cũng nhiều lần bị đột kích bởi số quân Anh đóng tại Tobruk. Ngày 11 tháng 4, vòng vây quanh Tobruk đã được thiết lập và liên quân phe Trục mở đợt tấn công đầu tiên vào thành phố. Còn các lực lượng còn lại của phe Trục tiếp tục đông tiến và đẩy lui toàn bộ quân Đồng minh ra khỏi Libya vào ngày 15 tháng 4.

#### Cuộc vây hãm Tobruk
Cảng quan trọng Tobruk, mặc dầu đã bị bao vây, vẫn nằm trong tay các lực lượng Đồng Minh dưới sự chỉ huy của viên tướng người Úc, Leslie Morshead. Phe phòng thủ bao gồm Sư đoàn số 9 của quân Úc và toàn bộ số lính Anh đã rút kịp về Tobruk, tổng cộng là 25.000 quân. Rommel vội vàng muốn có được chiến thắng một nhanh nhất, ông liên tiếp mở các đợt tấn công nhỏ vào cảng. Những đợt tấn công kiểu trên dễ dàng bị đánh bật. Rommel sau đó còn chỉ trích Bộ Chỉ huy Tối cao quân Ý là đã không thể cung cấp cho ông sơ đờ bố phòng của cảng (cảng này do người Ý xây dựng trước cuộc chiến). Điều này xảy ra là do quân của Rommel tiến quá nhanh so với dự kiến khiến cho quân Ý hầu như không có thời gian để đưa ra sơ đồ mà Rommel yêu cầu. Về giai đoạn này, tướng Heinrich Kirchheim, về sau là chỉ huy của Sư đoàn Tia chớp số 5 kể lại: "Một điều tôi không muốn nhớ lại là trong thời gian đó có quá nhiều máu đã đổ vô ích." Sau đó trong cuộc chiến, Kirchheim đã chống lại việc mở các tấn công khác vào Tobruk do thiệt hại ở các đợt đầu là quá cao.
Rommel vẫn giữ suy nghĩ rằng chiến thắng sắp xảy ra. Trong nhật ký của mình, ông ghi lại rằng ông đã nhận ra từ trước rằng phe địch (chỉ quân Đồng minh) chắc chắc là sẽ bỏ Tobruk, thế nhưng chính bản thân ông cũng nghi ngờ điều này. Trong một bức thư gửi vợ ngày 16 tháng 4 cùng năm, ông ghi rằng quân Đồng minh đang rút khỏi Tobruk bằng đường biển và ông tự tin rằng quân Đồng minh sẽ không cố giữ khu cảng cho đến hết tháng 4. Nhưng sự thật là các chuyến tàu đến cảng Tobruk không phải là để di tản mà là để tiếp vận quân nhu và cả viện binh. Một bức thư khác của Rommel, viết vào ngày 21 tháng 4, kể lại rằng Rommel bắt đầu nhận ra rằng thời gian chờ người Ý cung cấp sơ đồ bố phòng của Toburk lại càng làm cho binh sĩ giảm tinh thần thêm nữa. Nhưng dù như thế nào, Rommel vẫn tiếp tục tin rằng việc chiếm được Toburk chỉ là một sớm một chiều. Đồng thời, mối quan hệ giữ Rommel với các thuộc tướng cũng trở nên xấu chưa từng thấy. Đặc biệt là với Streich người đã công khai chỉ trích các quyết định của Rommel và sau đó ông này còn từ chối mọi trách nhiệm về các trận đánh. Rommel bắt đầu mở một loạt các phiên tòa quân đội, nhưng rốt cục ông hầu như không ký quyết định kết án nào cả. Tình trạng này làm cho đích thân Tổng tư lệnh Walther von Brauchitsch viết thư cho Rommel nói rằng ông thay vì tiếp tục đe dọa và đòi thay những sĩ quan "cho tới nay đã cống hiến xuất sắc trong các trận đánh", Rommel nên có "một cuộc tranh cãi bình tĩnh và có tính xây dựng" thì "kết quả đem lại" sẽ "tốt hơn". Rommel vẫn tiếp tục án binh bất động.

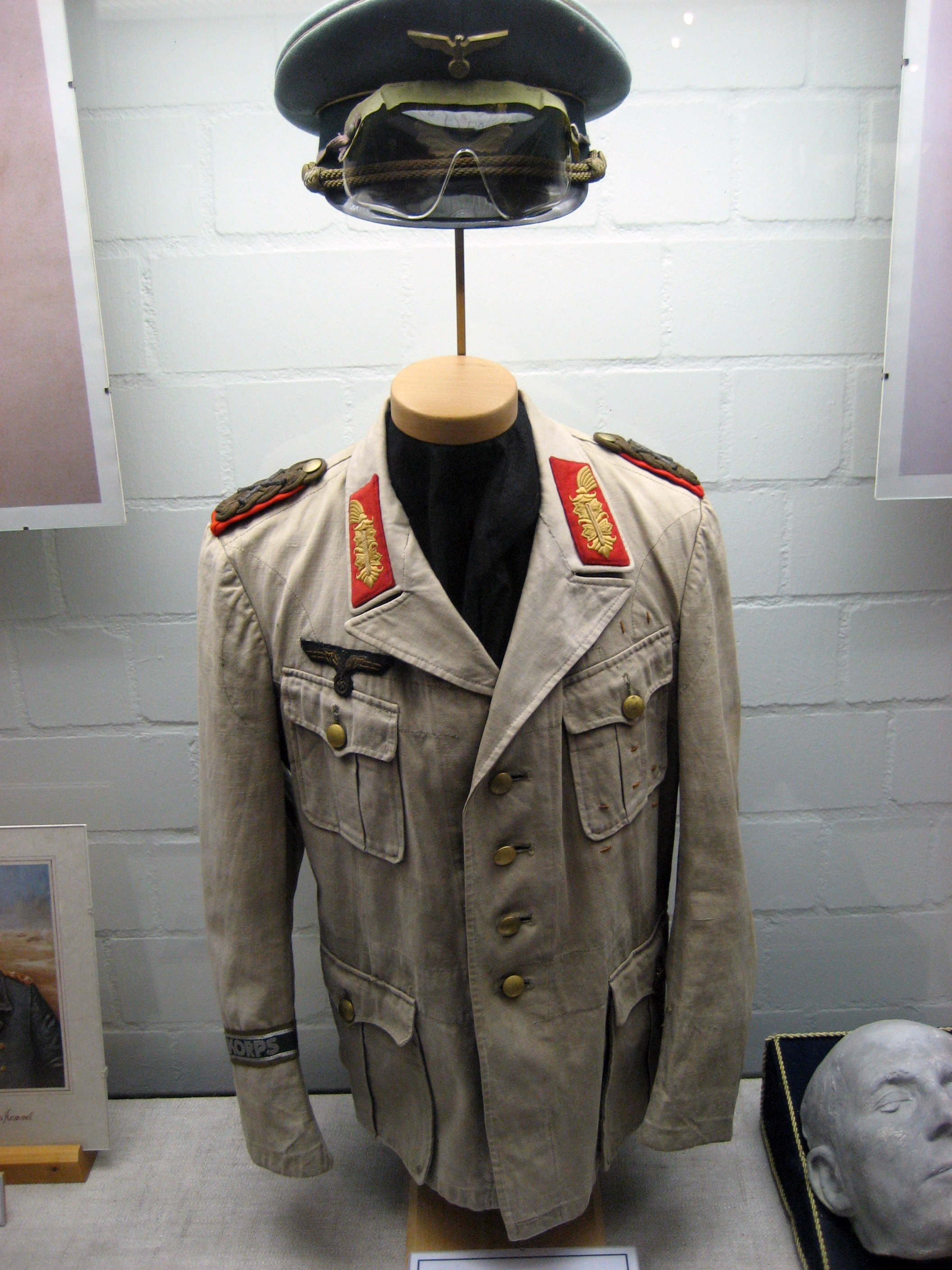
Bộ quân phục ở Châu Phi của Rommel ở Bảo tàng Thiết giáp Đức

Đến lúc này, Rommel yêu cầu Bộ Tổng tư lệnh Tối cao quân Đức cho ông thêm quân để có thể mở thêm các đợt công kích. Thế nhưng, vì Đức có nhu cầu quân cho chiến dịch Barbarossa ở Đông Âu, yêu cầu của Rommel bị từ chối. Tham mưu trưởng quân đội Đức Franz Halder, trước khi ông này rời khỏi Phi châu, nói với Rommel rằng quân đội sẽ không thể lo về mặt hậu cần cho một số quân lớn thì Rommel trả lời lại "đó là chuyện của ông". Sau đó Halder mỉa mai nhận xét: "bây giờ thì hắn (Rommel) cũng phải miễn cưỡng mà tuyên bố rằng lực lượng của hắn chẳng mạnh đến nổi để mà ông ta có thể dùng chúng để mà tận dụng các 'cơ hội độc nhất' mà tình thế chung đem lại. Đó là cảm giác mà chúng ta có ở hầu hết thời gian mà chúng ta ở đây." Đồng thời, Halder vì nổi giận với Rommel do lệnh cấm vượt qua Maradah của mình bị Rommel bất tuân và thiệt hại của quân Đức quá lớn, nên ông này cử Friedrich Paulus để "chặn thằng lính hoàn toàn mất trí ấy".
Khi mới đến nơi vào ngày 27 tháng 4, Paulus lại bị thuyết phục để cho phép Rommel mở một đợt tấn công khác. Về sau khi ở thủ đô Berlin, Halder viết "theo quan điểm của tôi, điều đó là một sai lầm" nhưng ông này vẫn biện hộ cho Paulus. Đợt tấn công ngày 4 tháng 5 về sau bị Paublus bắt hoãn vì ông này cho rằng nó sẽ trở thành một thảm họa. Thêm vào đó, Paublus cấm Rommel dùng quân để tấn công thêm nữa và ra lệnh hoãn toàn bộ các đợt tấn công khác cho tới khi toàn bộ lực lượng được tái tổ chức và có chỉ đạo từ Bộ tổng tư lệnh tối cao quân Đức.
Tham mưu trưởng của quân Đồng Minh tại đây, tướng Archibald Wavell đã cố gắng thực hiện hai cuộc tấn công nhằm giải vây cho Tobruk, chiến dịch Brevity và Battleaxe, nhưng đều thất bại.
Sau thất bại đáng kể của chiến dịch Battleaxe, Wavell đã được thay thể bằng viên tổng tư lệnh gốc Ấn Độ, tướng Claude Auchinleck. Auchinleck đã mở một trận tấn công lớn để giải vây cho Tobruk, chiến dịch Crusader, và cuối cùng đã thành công. Đã có một lần Rommel đến một bệnh viện cho binh lính New Zealand – hãy còn trong vùng kiểm soát của Anh. "Ông đã hỏi thăm về nhu cầu của bệnh nhân, hứa sẽ cung cấp thuốc của Anh và ra đi không bị ngăn trở."
Chiến dịch Crusader là một thất bại cho Rommel. Vài tuần sau trận đánh, Rommel đã hạ lệnh rút lui tất cả các lực lượng của mình đang đóng tại các khu vực xung quanh Tobruk (7 tháng 12, 1941) và triệt thoái về El Agheila. Quân Anh đã đuổi theo, cố gắng tiêu diệt toán quân Đức đang rút lui như họ đã làm vào năm 1940, thế nhưng Rommel đã tung ra một đợt phản công vào ngày 20 tháng 1 năm 1942 và giáng một đòn chí mạng vào quân Anh. Tập đoàn quân Bắc Phi tái chiếm Benghazi, quân Anh phải lui về khu vực Tobruk và bắt đầu xây dựng các vị trí phòng thủ.
Đầu mùa hè năm 1942 (24 tháng 5, 1942), đội quân của Rommel tấn công. Theo cách đánh chớp nhoáng (blitzkrieg) kinh điển, đội quân của ông đã thọc vào sườn quân Anh tại Gazala. Song, quân Pháp vẫn ngoan cố kháng cự lại các đợt tấn công của người Đức trong trận Bir Hakeim. Tuy nhiên, Rommel cùng các chiến sĩ của ông đã triệt hạ được Bir Hakeim, buộc quân thù phải lui binh khỏi điểm phòng ngự kiên cố này. Như vậy là dù có sai sót trong việc chỉ huy nhưng vị Thống chế đại tài cùng các binh sĩ tinh nhuệ đã lập nên những chiến công hiển hách, đẩy quân địch - dù đông đảo hơn quân của ông - vào thế yếu. Quân Đức thắng thế, buộc quân Anh rút lui một cách nhanh chóng, nên được gọi là "Cú phi nước đại Gazala", để tránh bị tiêu diệt hoàn toàn. Tobruk giờ đây bị cô lập và chỉ còn một mình, nằm giữa Tập đoàn quân Bắc Phi và Ai Cập. Vào ngày 21 tháng 6 năm 1942, sau một trận tấn công phối hợp nhanh, mạnh mẽ và có tính kết hợp của quân Đức, thành phố đã bị bao vây cùng với 33.000 quân lính. Gần một năm sau thất bại tại Singapore, quân Anh và lực lượng trong Khối Thịnh vượng chung Anh mới bị tổn thất thê thảm như vậy. Các lực lượng Đồng Minh đã hoàn toàn bị đánh bại. Vài tuần sau đó, họ phải rút lui ra xa khỏi Ai Cập.

Rommel tại Bắc Phi – Mùa hè 1941

Cuộc tấn công của Rommel cuối cùng phải dừng lại tại đường ray của một thị trấn nhỏ ở El Alamein (Ai Cập), chỉ cách Alexandria 60 dặm. Trong trận chiến El Alamein lần thứ nhất, quân của Rommel thất bại do những vấn đề về nguồn tiếp tế vũ khí, lương thực do một chiến dịch nhằm cắt đứt các tuyến đường vận chuyển của quân Đức mang tên Ultra được Không quân và Hải quân Hoàng gia Anh (Royal Air Force và Royal Navy) thực hiện và những chiến thuật được cải tiến của quân Anh. Người Anh rất gần với nguồn tiếp tế và có được những người lính mới, khỏe mạnh để tăng cường cho các vị trí đóng quân của họ. Chiến thuật của Auchinleck là tiếp tục tấn công vào các lực lượng Ý yếu kém để giành thế chủ động về phía mình. Rommel, một lần nữa cố gắng bẻ gãy phòng tuyến của quân Anh bằng trận đánh tại Alam Halfa. Ông đã hoàn toàn bị cầm chân lại bởi vị chỉ huy mới đến của quân Đồng Minh, Trung tướng Bernard Montgomery, một người luôn có được sự hỗ trợ tuyệt đối về lương thực và vũ khí.
Do các lực lượng Đồng Minh từ Malta ngăn chặn nguồn tiếp tế của Rommel ngay tại bờ biển, và cả một khu vực rất rộng lớn mà ông phải giữ lấy, Rommel không thể giữ El Alamein mãi được. Vì vậy mà sau trận chiến tại El Alemein lần thứ hai, quân của Rommel phải rút lui. Sau thất bại tại El Alamein, mặc dù các vị lãnh tụ Hitler và Mussolini nhiều lần thúc giục Rommel, các lực lượng của ông đã không thể đứng vững và chiến đấu lại được nữa cho đến khi họ tiến vào Tunisia. Sau đó, trận chiến đầu tiên của họ không phải đối đầu với lực lượng quân đội tám nước của người Anh nữa (British Eighth Army, gồm có Úc, Ấn Độ, New Zealand, Nam Phi, Rhodesia, Pháp và Ba Lan), mà là Quân đoàn số 2 của Mỹ. Thống chế Rommel xua quân tấn công quân Mỹ trong trận chiến tại đèo Kasserine, và giáng một đòn nặng nề vào quân địch. Lại một lần nữa, ông lại được vui với chiến thắng lừng lẫy nhờ có sự quyết đoán của ông, tài năng và sự mạnh mẽ của ông đã khiến cho quân thù phải nếm mùi đại bại.
Một lần nữa, khi đối mặt với các lực lượng Khối Thịnh vượng chung của người Anh tại vành đai phòng thủ ở vùng biên giới của Pháp tại Mareth, Rommel đã không thể tránh được sự trễ nải trong các cuộc tấn công do không có nguồn tiếp tế. Kế hoạch Ultra chính là một mắt xích quan trọng dẫn đến sự thất bại đối với các lực lượng của ông. Rommel phải rời khỏi Bắc Phi và nhiều người lính từng chiến đấu dưới sự chỉ huy của ông trở thành tù binh chiến tranh.
Như một số mệnh được định sẵn với Đức Quốc xã, trong khi lực lượng của Rommel đã không thể chiến đấu một cách hiệu quả do luôn gặp phải tình trạng thiếu thốn về nguồn tiếp tế thì tại trận chiến Stalingrad ở mặt trận phía đông nước Nga, mặc dù được sự hỗ trợ tuyệt đối nhưng Đạo quân số 6 do Thống chế Friedrich Paulus chỉ huy đã bị tiêu diệt gần như hoàn toàn và thậm chí viên Thống chế này đã bị bắt làm tù binh.
Trong giai đoạn này, quân Anh đã cố gắng tổ chức một cuộc bắt sống Rommel ngay tại tổng hành dinh của ông, ở phía sau phòng tuyến quân Đức, nhưng ông không có mặt ở đó nên toán biệt kích không thành công, còn thiệt hại nặng. Khi biết được ông đã lấy làm vừa buồn cười vừa tức là họ nghĩ sẽ tìm thấy ông ở nơi cách phòng tuyến những 250 dặm, nhưng ông đã ra lệnh an táng trọng thể cho những người chết.

### Pháp 1943–1944

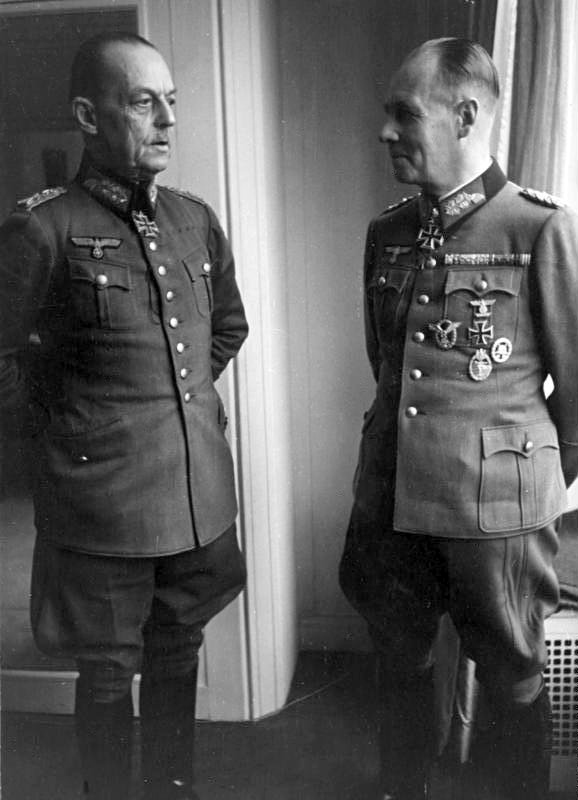
Gerd von Rundstedt và Rommel tại khách sạn George V, Paris 19 tháng 12 năm 1943

Quay trở về Đức, Rommel có một khoảng thời gian vô công rỗi nghề. Tuy nhiên, khi quân đội phát xít Đức mất thể chủ động trên chiến trường, Hitler đã gửi Rommel đến bộ tham mưu của Tập đoàn quân B. Lúc này, Rommel đang rất bi quan, quan hệ với Hitler thì rất căng thẳng nên Hitler chủ yếu chỉ muốn dùng sự có mặt của ông để quân đội lên tinh thần. Ông đến nơi, rất ngạc nhiên nhận thấy tuyến phòng thủ dọc theo bờ biển Đại Tây Dương chỉ tồn tại trong tuyên truyền của Hitler, còn quân đội thì lơ là, chậm chạp. Trong khi đó Rundstedt và Blumentritt do không hiểu các vấn đề kỹ thuật nên đã giao lại công việc cho một viên tướng chuyên trách về kỹ thuật nhưng lại thiếu năng lực chỉ đạo bao quát. Chỉ giữ chức trách Thanh tra (thực chất là tham mưu), Rommel tự tập hợp các chỉ huy từ cấp trung đội trở lên, giải thích cho họ kế hoạch của bản thân, được ủng hộ nhiệt liệt, nhưng sự chống đối gần như công khai từ các kẻ thù chính trị của ông đang giữ các chức vụ cao cấp nhất xung quanh Hitler đã dẫn đến giằng co, gây chậm tiến độ hàng tháng trời. Cuối cùng Rundstedt can thiệp, ủng hộ cho Rommel được chuyển sang làm chỉ huy. Dưới sự trực tiếp chỉ đạo của ông, công việc diễn ra với tốc độ đáng kinh ngạc, hàng triệu bãi mìn, hàng ngàn ụ bê tông bảo vệ xe tăng và các chướng ngại vật đã được dựng lên trên các bãi biển và các vùng thôn quê. Tướng công binh Meise và nhiều chuyên gia kỹ thuật hiện đại nhận xét rằng Rommel không chỉ có năng lực quân sự mà còn là thiên tài kỹ thuật nữa. 
Sau các trận chiến của mình tại châu Phi, ông đúc kết ra rằng không thể nào ngăn chặn được tốc độ tiến công dưới sự yểm trợ tối đa bằng đường không của quân Đồng Minh. Ông đã đưa ra quan điểm rằng các lực lượng xe tăng nên được tách ra thành các đơn vị nhỏ để củng cố vững chắc các điểm trọng yếu và nên được đặt gần chiến tuyến càng tốt bởi vì chúng không thể di chuyển được đi xa một khi cuộc tấn công nổ ra. Ông muốn cuộc tấn công của quân Đồng Minh phải được chặn đứng ngay từ các bãi biển bằng cách kết hợp hỏa lực của quân đội với hệ thống chướng ngại vật. Tuy nhiên, vị chỉ huy của ông, Thống chế Gerd von Rundstedt, lại cho rằng không có cách nào ngăn chặn được cuộc tấn công từ bờ biển vì hỏa lực quá mạnh của lực lượng Hải quân Hoàng gia Anh. Ông ta lại nghĩ các lực lượng xe tăng nên được tổ chức lại thành các đơn vị lớn đóng sâu vào vùng đất liền gần Paris, nơi cho phép lực lượng Đồng Minh tiến sâu vào và sau đó sẽ tiêu diệt họ. Rundstedt bản tính hòa hoãn, không muốn căng thẳng với Rommel, nhưng Leo Geyr von Schweppenburg (vốn là người của Guderian cài vào ngay từ đầu - vốn không phải để chống Rommel mà để cạnh tranh với các lực lượng SS - và được sự ủng hộ ngầm và về sau là công khai của ông này) đã ủng hộ ý tưởng của Rundstedt và cãi nhau với Rommel. Cuối cùng vụ việc đến tai Hitler. Khi phải lựa chọn một kế hoạch cụ thể để tiến hành, Hitler tỏ ra do dự và đưa ra một giải pháp mang tính lưng chừng, giao cho Rommel 3 sư đoàn tăng và Rundstedt 4 sư đoàn, tự giữ lại 4 sư đoàn khác. Kết quả này khiến cả kế hoạch của Rommel lẫn Rundstedt đều không thể thực hiện.
Trong ngày D-Day (ngày mở màn cuộc đổ bộ vào Normandie), nhiều đơn vị xe tăng, nhất là Sư đoàn Panzer SS số 12 khi đó đang ở rất gần bờ biển và có đủ khả năng để gây ra một sự thiệt hại nghiêm trọng cho quân Đồng Minh. Cái rủi cho quân phát xít Đức lại là cái may cho quân Đồng Minh, Hitler đã từ chối tung ra các đơn vị tăng này vì ông ta tin rằng cuộc đổ bộ lên bờ biển chỉ là đòn nghi binh của đối phương. Nhờ có sự thành công của chiến dịch tung tin giả mạo mang tên Fortitude, Hitler và bộ chỉ huy tối cao của Đức đã mong chờ một cuộc tấn công lớn của quân Đồng Minh vào Pas de Calais. Đối mặt với các cuộc tấn công quy mô nhỏ của quân Đức, lực lượng Đồng Minh nhanh chóng chiếm được các vị trí đổ bộ.

### Âm mưu chống lại Hitler

Tháng 5-1944, Rommel cùng với những sĩ quan tham mưu thân tín nhất của mình. Tham mưu trưởng tướng Hans Speidel, Đô đốc hải quân Friedrich Ruge và sĩ quan tùy viên của ông, Đại úy Hellmuth Lang. Tất cả họ đều có tham gia vào âm mưu sát hại Hitler

Ngày 17 tháng 7 năm 1944, Thống chế Rommel đang di chuyển trên xe hơi thì bị một chiếc máy bay Spitfire của Không lực Hoàng gia Canada (RCAF) oanh kích, ông đã được đưa vào bệnh viện với các vết thương ở vùng đầu. Cùng khoảng thời gian này, sau sự thất bại của âm mưu đảo chính chống lại Hitler vào ngày 20 tháng 7, một cuộc đàn áp thẳng tay đã được thực hiện trong khắp hệ thống quân đội Đức. Khi các cuộc điều tra được tiến hành, nhiều mối liên kết đã chỉ ra sự dính líu chặt chẽ của Rommel đối với âm mưu này, và cả những phụ tá thân tín nhất của ông cũng có liên quan tới. Khi đó, cũng có nhiều nhân viên đảng Quốc xã ở địa phương đã báo cáo rằng Rommel đã có những lời lẽ khinh miệt dành cho giới lãnh đạo đảng Quốc xã trong thời gian ông nằm tại bệnh viện.
Sau chiến tranh, vợ của Rommel quả quyết rằng ông đã chống lại việc ám sát (nhưng cần nói thêm rằng, ngay sau chiến tranh, nhiều người Đức vẫn trung thành với Hitler và tham gia ám sát có thể bị coi là phản bội). Người ta đã cho rằng vì không muốn đem các thế hệ người tương lai của người Đức rơi vào sự thất bại của cuộc chiến bởi thuyết Dolchstoßlegende vẫn thường được một số người Đức tin tưởng sau Thế chiến thứ I, mà thay vào đó, Rommel ủng hộ cuộc một cuộc đảo chính và Hitler sẽ được đem ra xét xử trước công chúng. Một mặt khác, Rommel cảm thấy ngày càng không thể ngồi yên để Hitler quyết định các vấn đề chính trị và chiến lược sau một cuộc trao đổi năm 1943, khi Hitler tuyên bố thẳng thắn là nếu không thể thắng lợi thì sẽ cho dân tộc Đức diệt vong luôn cho xứng với tinh thần của một dân tộc vĩ đại (một điều Hitler sau này đã thực sự thực hiện và chỉ bị chặn lại do Albert Speer và một số người khác ngầm không nghe lệnh). Sau đó tuy Rommel cố gắng nói thẳng nhiều lần với hy vọng Hitler bỏ các suy nghĩ tai hại còn Hitler thì cố lấy lòng Rommel cốt để quan hệ trở lại tốt đẹp như cũ, song cả hai bên đều không thành công. Các tài liệu mật của tình báo Anh mới được giải mã gần đây  cho thấy, dường như Rommel cuối cùng đã thay đối ý định và ủng hộ việc tiêu diệt Hitler. Trước khi Rommel tự tử khoảng một tháng, phía Đồng minh đã biết việc Rommel can dự vào âm mưu chống lại Hitler. Trong một cuộc nói chuyện riêng tư, Tướng Heinrich Eberbach (khi đó đã là tù binh của quân Đồng minh và không biết căn phòng đã bị Tình báo Anh cài đặt máy ghi âm) nói rằng thượng cấp của ông là Thống chế Rommel đã nói thẳng rằng: "Hitler và những đồng minh thân cận nhất của ông ta cần phải bị giết." Eberbach là một trong những sĩ quan cao cấp (những người khác bao gồm cả Geyr von Schweppenburg người mới là đối thủ của ông về vấn để Normandie, và các tướng lĩnh SS ở mặt trận phía Tây mà trước đó ông đã có va chạm do ông thường chỉ trích các tội ác của họ như Bittrich, Hausser, Sepp Dietrich - một sĩ quan đã từng rất thân cận với Hitler và một người Quốc xã nhiệt thành) đã hứa với Rommel rằng sẽ phục tùng mệnh lệnh của Thống chế và ủng hộ ông trong nỗ lực chấm dứt chiến tranh với các nước phương Tây. Cấp trên của Rommel là Thống chế Kluge cũng ủng hộ ông, dù không nhiệt tình (Thống chế Manstein cũng biết - trước đó hai người chưa từng quen biết nhưng Rommel vẫn đến xin ông giúp, và bị từ chối. Thống chế Rundstedt không đồng ý tham gia, tuy vậy ông giục Rommel "Cậu phải đứng ra làm đi. Cậu hẵng còn trẻ. Mọi người đèu biết cậu và yêu cậu."). Với sự đồng tình của Kluge, Rommel đã gửi một tối hậu thư cho Hitler ("Đây là cơ hội cuối cùng của ông ta, nếu ông ta không nghe thì chúng ta sẽ hành động!") yêu cầu đi đến "giải pháp chính trị" với các nước phương Tây thuộc phe Đồng minh. Thật không may, sau đó hai ngày Rommel bị thương nặng do một cuộc không kích của quân Đồng minh và không thể điều động các lực lượng ở mặt trận phía Tây cũng như hỗ trợ nhóm của Stauffenberg.
Hiện nay, việc Rommel đồng ý và tham gia vào vụ ám sát còn có những tranh cãi (tính riêng ở Đức, các nhà sử học đồng ý là ông đã ủng hộ cả vụ ám sát gồm có Cornelia Hecht, Maurice Remy, Peter Lieb, trong khi Reuth phản đối. Các nhà sử học Anh-Mỹ như Showalter, Fraser hay Butler thì có xu hướng lý luận rằng thật khó tin một con người trước đó chả quan tâm gì đến chính trị như Rommel lại tự nhiên đổi ý và dây dính vào một vụ ám sát), nhưng tuyệt đại đa số các nhà sử học xác nhận ông đã chủ trì kế hoạch hòa bình ở mặt trận phía Tây (ông hơi ngây thơ khi tin rằng phương Tây sẽ chấp nhận bắt tay với Đức để ngăn họa Cộng sản, và nhất là lại đi giục Hitler là người mà không một chính phủ nào còn tin tưởng được đi làm việc đàm phán đó - nhưng cũng có những nhà sử học như Pimlott cho rằng cũng có khả năng đàm phán thành công, nếu là chính ông đi đàm phán, Maurice Remy thì cho là ít ra cũng ngăn được hàng triệu người chết vô nghĩa, và đa phần sử gia công nhận vụ ông bị thương ngay trước cuộc ám sát là một vận rủi tệ hại ảnh hưởng đến kết quả kế hoạch và số phận nước Đức) Về cơ bản, với ý thức về khả năng nội chiến, và ý thức về nghĩa vụ của người sĩ quan lẫn tình cảm cá nhân với Hitler vẫn rất lớn, có lẽ ông đã không tham gia vào nhóm chuẩn bị và trực tiếp ám sát (những người vẫn sẽ tiến hành khi không có ông). Nhưng ông che chở cho họ, cố gắng tập hợp một lực lượng thống nhất và tìm kiếm một phương án chung có lợi cho nước Đức.. Quá trình tiến hành đã khiến ông đối mặt những "nguy hiểm chẳng kém gì với những người trực tiếp ám sát" (nhận định của Remy) trong vòng vây của bộ máy Quốc xã. Có lúc ông đã tính tới sơ tán vợ con sang Pháp nhưng nghĩ làm thế lại gây nghi ngờ nên thôi.

## Rommel bị bức tử

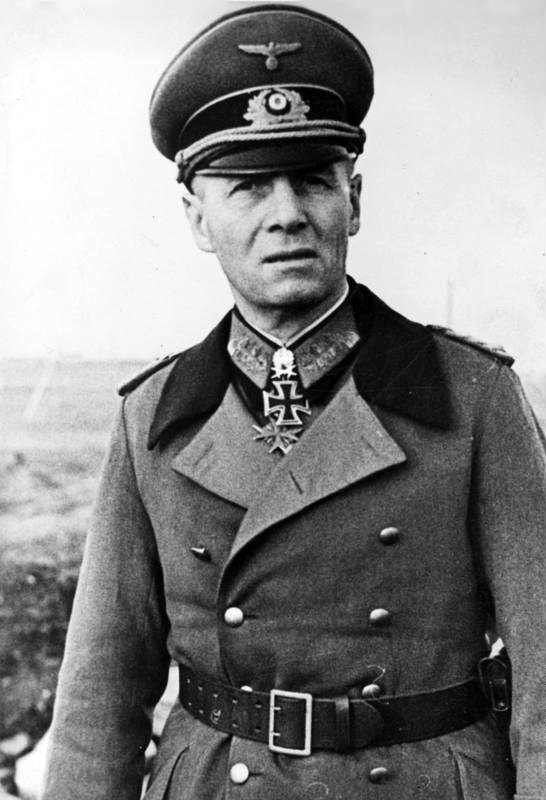
Thống chế Rommel

Sau vụ ám sát hụt Hitler ngày 20 tháng 7 năm 1944, năm người chủ mưu bị xử tử ngay trong ngày, còn Mật vụ Đức truy ra sự can dự của Thống chế Günther von Kluge, Tổng Tư lệnh Mặt trận miền Tây, tức cấp trên trực tiếp của Rommel. Sau khi bị thay thế bởi Thống chế Otto Moritz Walter Model, Thống chế Kluge tự tử. Thượng tướng von Stülpnagel (Thống đốc quân sự tại Pháp), sau khi tự tử không thành, lúc nửa mê nửa tỉnh đã thốt ra tên của Rommel. Sau đấy, khi bị Mật vụ tra tấn dã man, Đại tá Caesar von Hofacker (thuộc tổng hành dinh của Ban Quân quản Pháp tại Paris) và nhiều nguười khác khai ra vai trò của Rommel trong âm mưu. Hofacker khai Rommel đã trấn an ông: "Hãy nói với những người ở Berlin rằng họ có thể trông cậy nơi tôi." Đấy là câu nói ám ảnh đầu óc của Hitler khiến cho Lãnh tụ quyết định vị thống chế được ông yêu thích phải chết, dù ông biết đấy là người được ngưỡng mộ nhất trên nước Đức - Thực ra, ban đầu, dù hết sức tức giận và "tổn thương" (từ của Der Spiegel), nhưng Hitler định đợi đến lúc Rommel hết cơn hôn mê thì sẽ cho ông về hưu trong im lặng, nhưng không ngờ ông tỉnh dậy quá nhanh còn bằng chứng thì càng lúc càng nhiều.  Hơn nữa, lúc này, các kẻ thù của Rommel, vốn đã chờ cơ hội này từ lâu, đã liên kết với nhau: Himmler, Bormann, Keitel, Jodl... đã vây quanh Hitler và xúi giục, thúc ép ông ta ra tay với kẻ phản bội.
Trong khi xương sọ, trán và xương má còn đang mang những vết nứt nặng, mắt bên trái còn bị thương nặng và cả đầu còn mang mảnh bom, Rommel được dời ra khỏi bệnh viện dã chiến để tránh bị quân Đồng minh bắt, rồi được đưa về nhà riêng ở Herrlingen gần Ulm. Ông nhận được dấu hiệu cảnh báo đầu tiên cho số phận của mình khi biết người cựu tham mưu trưởng của ông, Tướng Hans Speidel, bị bắt ngày 7/9, một ngày sau khi đến thăm ông ở Ulm.
Khi họ nói chuyện với nhau về Hitler, Rommel đã than thở với Tướng Speidel:
Cái tên lừa dối bệnh hoạn ấy đã hoàn toàn điên khùng. Hắn đang trút cơn bạo hành lên những người âm mưu ngày 20/7, và đấy chưa phải là hết!
Bây giờ, Rommel nhận thấy nhân viên SS đang rình rập quanh nhà ông. Khi ông đi tản bộ trong khu rừng gần nhà cùng với cậu con trai 15 tuổi, được đơn vị phòng không nơi cậu phục vụ cho phép về săn sóc cha, cả hai đều mang súng lục. Cùng lúc, tại tổng hành dinh ở Rastenburg Hitler nhận được báo cáo về lời khai của Hofacker đề cập đến Rommel. Theo lời Tướng Wilhelm Keitel (Tham mưu trưởng Bộ Tổng tham mưu Quân lực) khai trước Tòa án Nürnberg, Lãnh tụ nhận ra rằng đấy sẽ là một vụ xì-căng-đan kinh khủng nếu vị Thống chế có tiếng tăm này, người được yêu mến nhất, lại bị bắt và bị lôi ra trước Tòa án Nhân dân.
Thế là, vào buổi trưa ngày 14/10/1944, hai vị tướng là Burgdorf và Maisel từ tổng hành dinh của Hitler đi đến nhà của Rommel, bấy giờ bị binh sĩ SS bao vây cùng với 5 xe bọc thép. Họ đã báo trước cho Rommel hay rằng Hitler phái họ đến để thảo luận "công tác sắp tới" của Thống chế.
Sau này, Keitel khai trước Tòa án Nurnberg rằng ông ta đã viết một bức thư do Hitler đọc gửi kèm lời khai của những người khác về sự tham gia của Rommel. Nếu Rommel vô tội, Hitler yêu cầu ông hãy đến gặp trực tiếp Hitler và giải thích , nếu ông không chọn như vậy thì tức là thú nhận đã phản bội và trong trường hợp đó, ông hãy tự cân nhắc các hậu quả. Hitler cử Burgdorf và Maisel đưa thư và mang thuốc độc đến.
Sau khi Burgdorf và Maisel đến, mọi người thấy không phải để thảo luận công tác sắp tới của Rommel. Hai người yêu cầu được nói chuyện riêng với Thống chế, và ba người đi vào phòng đọc sách. Rommel đã không tận dụng cảm tình của Hitler để tìm đường sống (chọn lựa đến Berlin và giải thích). Ông thú nhận nhẹ nhàng, đến mức Maisel phải ngạc nhiên: "Ừ, tôi sẽ đối mặt với các hậu quả. Có lẽ tôi đã quên." Rồi ông đi lên đi xuống, trong khi hai người cứ chờ, cho đến khi ông dừng, và nói như xin lỗi, "Tôi từng yêu Lãnh tụ, đến bây giờ cũng vẫn yêu." "Sự đạo đức giả" này khiến Maisel, người một lòng trung thành với Hitler, cảm thấy "thật kinh tởm": làm sao một người đã nhận là mình muốn giết Hitler còn nói được câu đó? Nhưng Burgdorf và Maisel vẫn cư xử với vẻ tôn kính.
Sau khi chia tay với vợ con, mặc chiếc áo jacket cũ bằng da của Binh đoàn châu Phi và cầm cây gậy thống chế, Rommel bước vào chiếc xe cùng với hai người tướng. Xe chạy được khoảng 3 kilômét theo con đường ven một khu rừng, rồi Tướng Meisel và tài xế SS bước ra, để Rommel và Tướng Burgdorf ngồi lại phía sau. Một phút sau, hai người quay lại chiếc xe; Rommel đã chết. Mười lăm phút sau khi vĩnh biệt chồng, bà vợ của Rommel nhận được một cuộc gọi từ bệnh viện. Bác sĩ cho biết hai người tướng đã mang thi hài của Rommel đến, qua đời vì nghẽn mạnh máu não, hiển nhiên là do việc vỡ xương sọ lúc trước. Thật ra, Burgdorf đã cấm khám nghiệm tử thi. Ông bảo "Không được đụng đến xác chết. Mọi việc đã được thu xếp ở Berlin." Tất cả những người nhìn thấy Rommel khi chết đều kinh ngạc vì cái nhếch mép nửa như cười nửa khinh bỉ trên gương mặt người chết, mà Lucie nghĩ rằng đó là dành cho Hitler. Họ chưa từng thấy ông có biểu cảm đó bao giờ.
Thống chế Model ra một nhật lệnh cho biết Rommel đã qua đời vì "những vết thương gây ra ngày 17/7" và tỏ ý thương tiếc sự mất mát "của một trong những vị tư lệnh vĩ đại nhất của đất nước."
Phần lớn các quan chức Quốc xã cao cấp, bao gồm cả Hitler, Himmler..., trừ Keitel và Jodl, gửi điện chia buồn.
Hitler ra lệnh tổ chức lễ quốc táng trong đó vị sĩ quan cao niên của Quân đội Đức, Thống chế Karl Rudolf Gerd von Rundstedt (cựu Tổng Tư lệnh Mặt trận miền Tây, cũng là cấp trên trực tiếp của Rommel, trước Kluge), đọc điếu văn khi đứng bên thi hài của Rommel phủ cờ chữ thập ngược: "Con tim của ông ấy thuộc về Lãnh tụ. Bị phản bội và tổn thương sâu sắc, Hitler không còn tâm hồn đâu đi đám tang, nhưng gửi điện chia buồn thì muốn tránh cũng không được, "Tên tuổi của Thống chế sẽ mãi gắn với các trận đánh anh hùng ở châu Phi."
Công bằng mà nói, có lẽ Rundstedt không biết những tình tiết trong cái chết của Rommel, và hẳn chỉ biết được qua lời khai của Keitel tại Tòa án Nürnberg. Rundstedt khai: "Tôi không nghe được những lời đồn đại ấy, nếu không tôi đã từ chối đại diện cho Lãnh tụ ở lễ tang; đấy sẽ là điều ô nhục không lời nào diễn tả được." Tuy nhiên, tang quyến Rommel nhận thấy Rundstedt từ chối đến dự lễ hỏa thiêu sau lễ tang và đến chia buồn với quả phụ tại nhà của Rommel, trong khi phần lớn các tướng lĩnh khác đều đến.
Sau này, một bia tưởng niệm được dựng nơi chiếc xe dừng cho Rommel uống thuốc độc với dòng chữ:
Tại đây, Thống chế Erwin Rommel bị ép buộc phải tự tử vào ngày 14 tháng 10 năm 1944. Ông nhận một cốc thuốc độc và tự hy sinh, hầu cứu gia đình ông thoát khỏi tay sai của Hitler.
Sau chiến tranh, quyển nhật ký chiến tranh của ông được xuất bản mang tên The Rommel Papers. Rommel là thành viên duy nhất của Đế chế thứ ba (Third Reich) có được bảo tàng ghi lại cuộc đời và sự nghiệp của ông. Mộ của ông nằm ở Herrlingen, cách Ulm không xa.

## Con người và ảnh hưởng chính trị
Dù hiện nay còn có tranh cãi, nhưng đa số (điều được công nhận cả bởi những nhà sử học xét lại như Proske) sử gia nhận định rằng Rommel không phạm tội ác nào, và tù binh hay nhân dân các nước đều được ông và quân lính của ông đối xử tử tế. Trong một cuộc họp Quốc hội, Churchill có nói: "Chúng ta có một đối thủ rất dũng cảm và tài giỏi, và tôi có thể nói (rõ hơn là) phía bên kia của cuộc chiến tàn phá này là, một vị tướng quân vĩ đại." Khi nghe tin về cái chết của Rommel, Churchill có nói: "Ông ta xứng đáng có được sự tôn trọng của chúng ta, bởi vì, mặc dầu là một người lính Đức trung thành, ông đã chán ghét Hitler và những việc làm của hắn, và đã tham gia vào âm mưu giải thoát nước Đức khỏi tay tên bạo chúa này. Vì điều đó mà ông ta đã phải trả giá bằng chính mạng sống của mình. Trong những cuộc chiến tranh cho nền dân chủ tân tiến, có rất ít chỗ cho tinh thần hiệp sĩ này.
Các nhà sử học thậm chí còn không chắc rằng con người ngây thơ, đã nhiều lần chống lại, thậm chí đốt bỏ (là tội có thể xử bằng tử hình) các mệnh lệnh tội ác, giáo dục cả đối phương cư xử cho đúng luật lệ chiến tranh, can thiệp vào các cơ quan không dưới quyền mình (như lực lượng SS, Tổ chức Todt) để bênh vực dân thường và tù binh này có bao giờ thật sự nhận ra toàn bộ bộ mặt của chế độ mình đã phục vụ và giá trị của những việc mình đã làm cho nó hay không, hay là một lúc nào đó có biết nhưng đã cố gắng trốn tránh hiện thực. Nguyên nhân đến từ tính cách lạc quan hơi quá đáng, ít đọc sách báo gì ngoại trừ liên quan đến quân sự, lối sống khép kín, những hiểu lầm gây ra do ảo tưởng của ông về Hitler, thói quen luôn luôn có mặt nơi tiền tuyến (nhiều khi để các công việc hành chính lại cho người khác) và một thứ vận may (hoặc vận xui) kỳ lạ nó dẫn đến những trường hợp như: trước chiến tranh, ông tình cờ thoát khỏi việc bị điều động đi huấn luyện hoặc hợp tác với các đơn vị Freikorps nổi tiếng tàn nhẫn (vốn không ngại ngần bắn thằng vào nhân dân Đức); khi chiến tranh diễn ra, ông lại không có mặt ở mặt trận phía Đông nơi các tội ác chú yếu xảy ra; khi ở Ba Lan, ông có đi thăm người chú vợ là nhà lãnh đạo nổi tiếng Edmund Roszczynialski, được mấy hôm thì ông này bị giết trong một đợt thảm sát do Quốc xã tổ chức - Rommel, không biết gì về các việc xảy ra chung quanh, tiếp tục (làm theo lời vợ giục) liên tiếp gửi các bức thư cho các cấp dưới của Himmler nhờ hỏi tin tức và chiếu cố đến người họ hàng của mình (sau cả năm trời viện cớ khó khăn về thủ tục hành chính, các viên chức này thông báo cho ông là có vẻ như ông chú vợ của ông đã tử vong do thời tiết khắc nghiệt hoặc một tai nạn của chiến tranh); khi ở châu Phi, một nhóm SS do Walther Rauff được cử đến để cướp vàng bạc và thanh trừng người Do Thái nhưng Rommel thì đang ở cách đó 500km chỉ huy trận El Alamein, và nhóm này lặng lẽ về Đức khi tình hình xấu đi; các mệnh lệnh tội ác từ trên gửi xuống thì qua OKW (là những người Rommel vốn không có thiện cảm và cho là đã che mắt một lãnh đạo "đầy lý tưởng" như Hitler) và dùng ngôn ngữ mập mờ; năm 1943, ông lên hỏi Hitler là có lẽ nên thăng một người Do Thái lên làm Gauleiter để thế giới biết là các tin đồn mà Đồng minh tuyên truyền là sai; ở Italy, vào thời điểm một nhóm SS gây ra thảm sát (ở khu vực do Rommel cai quản vốn không có đổ máu lớn) thì Rommel đang ốm liệt nằm trong bệnh viện - Tuy nhiên sau ông biết được việc này do đào lên được xác người Do Thái trong cái hồ nước gần đó, và các phản ứng trơ trẽn lạnh lùng của các sĩ quan SS khi ông phàn nàn về tội ác của họ đã khiến ông kinh hoàng. Sau đó bạn ông là tướng Johannes Blaskowitz (một người có lương tâm và lòng dũng cảm, và cũng kết thúc bi kịch) ở phía Đông về đã nói cho ông biết rằng các "tin đồn" đáng sợ về mặt trận phía Đông là có thật. Theo như Desmond Young, ông lên gặp thẳng Hitler báo cáo các sự việc mình mới biết và yêu cầu xử lý ngay, tất nhiên là Hitler tỉnh bơ giải thích cho ông rằng các đề nghị của ông khó mà thực hiện được. Còn nhật ký của Đô đốc Ruge ghi lại rằng sau khi biết được cả tình hình đạo đức lẫn quân sự của đất nước, ông đã trầm cảm nặng, và có lúc ông tâm sự rằng "Công lý là nền tảng không thể nào thay thế được của quốc gia. Vậy mà mấy người trên đó lại không biết giữ mình sạch sẽ." Tuy vậy ông còn tình cảm với Hitler và đã không ngăn được niềm vui chỉ vì y đến thăm, nhưng khi ông ta về thì Rommel quay lại trạng thái trầm cảm như cũ khi nhớ lại hiện thực (dù khi bắt tay vào công việc ông vẫn tràn đầy năng lượng như thường). Tất nhiên Rommel có biết là quan điểm của chính quyền lúc ấy có yếu tố phân biệt chủng tộc, nhưng điều này lúc ấy phổ biến khắp thế giới phương Tây nên chỉ có vậy thì không đủ để ông tin là quốc gia của mình bất thường. Nhìn chung, các nhà sử học nhận định là không có bằng chứng nào cho thấy ông có biết các tội ác chủ yếu của chế độ cho đến trước thời điểm cuối 1943/đầu 1944, là thời điểm ông gia nhập phe chống chính quyền (có lẽ với nhiều lý do), còn nếu là sự việc đập vào mắt trực tiếp thì ông đã ngăn chặn, phản đối, và vì giá trị to lớn của ông với chế độ, Hitler và Đảng Quốc xã đánh chấp nhận.
Bản thân Rommel bất bình với các vấn đề xã hội trong trong nước, đặc biệt là chia rẽ vùng miền và giai cấp, nhưng ông không thích con đường chính trị, hay nghề nghiệp bàn giấy nhàm chán khác và không muốn thỏa hiệp với lý tưởng của mình (sau Chiến tranh Thế giới thứ nhất, dù rất khát vọng thăng tiến, nhưng ông lại cho là chấp nhận thăng tiến là góp phần ủng hộ "hệ thống bất công", nên đã từ chối cơ hội gia nhập hàng ngũ ưu tú và lên tướng). Mặc dù cổ vũ công bằng xã hội, ông lại nhiệt liệt ủng hộ đạo đức và các tinh hoa truyền thống của giai tầng hiệp sĩ -quý tộc xưa cũ. Là "hiện thân và linh hồn của chiến tranh", "ở ngoài mặt trận như thể trong mùa ái tình" vào thời chiến, nhưng thông thường ông thích giải quyết mọi chuyện bằng biện pháp ngoại giao (một điều thể hiện rõ ở Rommel trong nội loạn sau Chiến tranh Thế giới thứ nhất - ông lấy lại Thành phố Lindau và bảo vệ khu Thị chính Schwäbisch Gmünd từ làn sóng Cách mạng Cộng sản bằng đàm phán hòa bình, trong khi khắp nước Đức các đội quân chính quy và không chính quy đã đàn áp các cuộc nổi dậy trong bể máu và hỗn loạn. Hitler cũng tham gia các hoạt động dẹp loạn thời kỳ này), với mong muốn tận hưởng hòa bình bên người vợ yêu dấu. Với con người như vậy, nhiều nhà sử học cho rằng, nếu không có cuộc gặp định mệnh với Hitler thì thế giới không thể nào biết đến ông. Ông nhìn thấy ở Hitler, kẻ xuất thân bình dân như mình, hiện thân cho ý chí của nhân dân Đức, và ông sẽ cống hiến, được ghi nhận và tưởng thưởng bởi ý chí đó. Đó cũng là định mệnh với Hitler, người nhìn thấy ở Rommel một chiến binh huyền thoại đúng với lý tưởng của ông ta về người hùng của nhân dân, đồng thời là một công cụ chính trị hoàn hảo để giữ vững tinh thần chiến đấu cho quân dân (không chỉ quân lính mà cả tướng tá nữa) trong những thời khắc gay go nhất, để đổ gánh nặng hận thù từ các quan chức cấp cao sang đôi vai của ông. Y cũng không thể chọn ai khác, vì không ai khác có sức hấp dẫn cá nhân và cá tính mạnh mẽ của Rommel để làm điều đó (một điều thể hiện vào giai đoạn Rommel không còn niềm tin vào chiến thắng và cả Hitler lẫn bộ máy - Hitler và Goebbels đã nghĩ đến Manstein như một giải pháp thay thế để khôi phục khí thế lẫn "định hướng chính trị" cho các sĩ quan, nhưng không thành công). (Sau cuộc ám sát, hoảng hốt về hậu quả khi để cho một người từ đầu đã có tư tưởng dở dở ương ương, thậm chí cấm báo chí Quốc xã tuyên truyền ông là Đảng viên Quốc xã đóng vai trò hiệu triệu, Hitler và Goebbels đã ép Rundstedt và nhất là Guderian giúp phát-xít hóa quân đội) Mối quan hệ này được sử gia Maurice Remy gọi là "cuộc hôn nhân trong mơ", dù về sau, như nhà văn Ernst Juenger nhận xét, nó trở thành "tình yêu pha lẫn hận thù." Ngay từ năm 1941, Joseph Goebbels đã đưa cái tên "Rommel" trở thành biểu hiện của sự bất khả chiến bại của dân tộc Đức.
Hệ thống chiến tranh và mô hình lãnh đạo do Rommel lập ra phục vụ hoàn toàn cho các lý tưởng đó, với sự nhấn mạnh vào sự bình đẳng về hưởng thụ và hy sinh giữa tướng và lính, lãnh đạo bằng tấm gương, sự hào hiệp với kẻ yếu và người nước ngoài, sự đào tạo toàn diện và trọng dụng dành cho các sĩ quan trẻ, giảm thiểu quyền lực của tầng lớp chiến lược gia bàn giấy vốn toàn quý tộc. Có điều sự thiết kế này dựa trên những tính toán rõ ràng của một con người lạnh lùng, hãnh tiến, cao vọng như Hitler, nhưng có tầm nhìn, không phạm tội ác, tỉnh táo hơn cả Hitler vào lúc sống còn, như một số nhà chính trị học đề xuất, hay là cảm hứng nhất thời của một sĩ quan liều mạng nhưng nhân ái, thông minh nhưng ngây thơ, khắc kỷ mà lãng mạn, như nhiều sử gia miêu tả, thì đến nay vẫn còn tranh cãi. Có sử gia như Bruce Watson nhận định "Anh hùng, ác nhân, kẻ thao túng, một tướng quân chân thành... thế nào cũng đúng cả. Trừ có "thằng hèn" thì không phải thôi." Peter Lieb cho rằng "Ông ấy là con người huyền thoại … Còn nếu nói có nên coi ông ấy làm hình mẫu phấn đấu, thì bạn phải tự quyết lấy cho mình thôi." Nhiều sử gia khác đồng ý rằng dù ông là một trong những vĩ nhân tự ghi chép các hoạt động của mình cẩn thận nhất, nhưng đến nay ông thật sự là người thế nào thì rất khó lý giải (bởi vì các ghi chép đó, tuy văn phong mạch lạc, cụ thể ngày tháng lại kèm theo nhiều minh họa tự vẽ tự chụp, nhưng ngoại trừ hỏi thăm vợ con, còn thì có lần hiếm hoi mà ông bình luận sự kiện không dính líu quân sự, là nhận xét một buổi đi nhà hát mà người ép ông tham gia là "quá chán"). Một số hãng truyền thông như FOCUS thì đưa ra ý kiến rằng, có thể ông không phải người Quốc xã, nhưng ngây thơ lại liều mạng như vậy mà đến giờ còn được đem ra làm mẫu hình phấn đấu thì thật là tai hại. Cần nói là con người Rommel có khía cạnh tàn nhẫn: dù chống lại tận cùng mọi sự hy sinh vô nghĩa, nhưng nếu cảm thấy hy sinh binh sĩ hay kể cả cấp dưới thân cận là cần thiết thì ông không bao giờ tiếc, vả lại dù sao người cũ chết thì dọn chỗ trống cho các sĩ quan trẻ thuộc tầng lớp thấp đi lên, cũng vốn chính là ý đồ của ông. Các Tham mưu trưởng của ông, như Mellenthin có miêu tả "(Với ông ấy) Chết thì thay", hay theo Gause "Ông ấy khắc nghiệt, thiếu sự gần gũi cá nhân, chỉ xét đoán con người theo tài năng và đức tính. Ông ấy chả lấy lòng ai, cấp trên hay cấp dưới. Ngay cả với binh lính mà ông ấy rất chăm lo, ông ấy cũng chẳng thèm cố gắng để được họ yêu quý. Nhưng ông ấy có một thứ hào quang không miêu tả được." Nhiều sĩ quan tham mưu cho là bị phái đến làm việc với ông là hình phạt. Nhìn chung các binh lính và sĩ quan kính trọng tin tưởng, sợ hãi ông, có thể là tôn sùng, nhưng yêu quý thì không hẳn, mặc dù họ có cảm thấy, đằng sao lớp áo giáp lạnh lùng, sự khắc nghiệt thái quá, thái độ bất công không nhận thấy lỗi của mình mà chỉ thấy lỗi của người khác (nhưng cũng chóng nguội, dễ thông cảm, không tiếc lời khen với đối thủ hay đồng nghiệp như Guderian hay Manstein, và nhiệt tình giúp cấp dưới phát triển sự nghiệp) ở đâu đó có trái tim dịu dàng của một "chevalier sans peur et sans reproche" (kỵ sĩ vô khuyết). Điều đáng nói là không như với Walther Model là người có nhiều quan điểm về lãnh đạo gần gũi với ông (và là người có khi bị nguyên cả ban tham mưu bỏ rơi, còn sau chiến tranh thì bị kỳ thị và đổ tội hết lời, dù cũng rất dũng cảm và quan tâm cấp dưới), không chỉ binh lính mà cả các sĩ quan hay phàn nàn về ông nói trên đã hết lòng trung thành phục vụ ông, sẵn sàng lao vào chỗ chết nếu ông muốn, chăm sóc ông như chăm trẻ con (vì theo họ thì ông tự hành xác quá mức, không tự lo được cho bản thân). Thậm chí với những người Ý mà sự mâu thuẫn và các lời chế nhạo ông dành cho họ đã thành giai thoại, chính Jodl kẻ thù của ông, vào năm 1943, cũng phải nhìn nhận rằng "Người duy nhất có thể khiến cho nhiều sĩ quan và binh lính bên đó tự nguyện phục tùng thì chỉ có Rommel thôi." (Nhưng vì sự phản đối của phe chống Rọmmel nên cuối cùng Hitler giao cho Kesselring quyền chỉ huy chung ở Ý) Goebbels và ngành tuyên truyền nhận thấy khuyết điểm thiếu tình cảm này nên đã cố gắng tạo ra hình ảnh thân thiện hơn. Nhưng Rommel vẫn giữ thái độ như vậy, và trong quan hệ với giới thượng lưu lại vụng về: khi người ta tổ chức một bữa tiệc lớn để ông làm quen với giới này thì ông biến mất - hóa ra ông có đến, nhưng thấy đám đông thì ngượng nên ngồi trên gác cả buổi tối lắp tàu điện đồ chơi với con chủ nhà; hoặc bình thường thì thì quá khó gần, nhưng hứng lên thì ngồi kể chuyện Caporetto hoặc châu Phi cả buổi mà không cần biết đối phương muốn nghe hay không (Hitler cũng là "nạn nhân")
Nhiều người tham gia vào các âm mưu chống lại Hitler năm đó nhận thấy sự ngây thơ chính trị và lối suy nghĩ nghiêng về lý tướng hóa của Rommel, nhưng không đánh giá thấp ông về điều đó. Stauffenberg gọi ông là một "nhà lãnh đạo vĩ đại". Nhà văn, triết gia Đức Ernst Jünger (khi đó là một Đại úy dưới quyền Thượng tướng von Stülpnagel và cũng là người đã soạn thảo thông điệp hòa bình mà những người tham gia vụ Stauffenberg dự định phát hành sau khi hoàn thành kế hoạch) sau này nhận xét rằng: "Cú đòn xảy đến cho Rommel trên đường Livarot đã tước đoạt khỏi kế hoạch của chúng tôi con người duy nhất có khả năng chịu đựng sức nặng của cả cuộc chiến lẫn một cuộc nội chiến - con người duy nhất mà ngay sự ngây thơ của ông ta đủ để đương đầu với tính chất giản đơn kinh khủng của những kẻ cầm quyền." 
Khi chiến tranh qua đi, tác dụng của ông vẫn to lớn cả bề nổi lẫn bề chìm. Các bên sử dụng hình ảnh của ông làm biểu tượng hòa giải ngoại giao, lấy cớ thành lập Bundeswehr và phát triển NATO. Vai trò của ông trong vụ ám sát Hitler cũng khiến ông trở thành biểu hiện cho một nước Đức tốt đẹp: ông là người lính chiến đấu vì vinh quang của dân tộc, theo cách đàng hoàng, chứ ông không phải là người Quốc xã - nhà sử học Thomas Vogel lý luận rằng không có khía cạnh phân biệt chủng tộc thì không thể coi một người là theo chủ nghĩa Quốc xã được. Nước Đức chỉ còn ông là biểu tượng đoàn kết cuối cùng, khi mọi kẻ khác đã bị vạch mặt và sụp đổ. Trong khi đó, theo một số nhà nghiên cứu gần đây mới khám phá ra, nội bộ tầng lớp cầm quyền lúc đó ở châu Âu, đặc biệt Anh và Đức, diễn ra sự chuyển giao giữa "tân chế" (New Regime) và "cựu chế" (Old Regime), dẫn đến xung đột giữa các phe quý tộc hoài cổ, tiểu tư sản trung thành với phát xít, tầng lớp lao động... Họ tận dụng khía cạnh gần gũi nhất của ông với mình để hòa giải (ví như những năm 60, hai phe quý tộc và tiểu tư sản trong Bundeswehr - lúc này mới thành lập - đã xung đột, cuối cùng hòa giải đạt được do cả hai phe đều hâm mộ Rommel) hoặc tuyên truyền cho lý tưởng cục bộ, vì ông là con người có thể lý giải thành anh hùng của tất cả các phe (trừ một nhóm duy nhất, mà với họ ông chưa bao giờ là một thành viên, và họ cảm thấy bị vinh quang của ông che mờ: Keitel, Jodl, Halder và các sĩ quan tham mưu cao cấp khác của Wehrmacht. Họ đã tích cực tô vẽ hình ảnh một Rommel thiếu tầm nhìn bao quát). Nhà lịch sử văn hóa Sandra Mass cho rằng, huyền thoại (Mythos, lưu ý là từ này được các nhà nghiên cứu Đức dùng để chỉ ánh hào quang, các hiện tượng và câu chuyện xoay quanh một nhân vật, mà không có hàm ý ám chỉ Mythos đó sai hay đúng với con người lịch sử) về Rommel là một sự tổng hợp nhiều huyền thoại, nhiều lý tưởng anh hùng cũ và mới như lý tưởng anh hùng vô sản vốn được đại diện bởi Carl Peters và lý tưởng anh hùng tư sản đại diện bởi Paul von Lettow-Vorbeck, kết nối mô hình chiến tranh kiểu kỵ sĩ cổ xưa với chiến tranh kiểu mới thời kỳ công nghiệp hóa... Trong khi đó, các nước thực dân mới và cũ, đặc biệt là Mỹ, cần một mô hình về cả kỹ năng quân sự lẫn đạo đức để xây dựng người lính kiểu mới, vừa ái quốc, có hiệu quả quân sự, vừa có năng lực ngoại giao và ảnh hưởng quốc tế... nên đã chọn Rommel, một thiên tài quân sự phi chính trị nhưng lại cũng có thể coi là một Chính khách-Người lính (Statesman-Soldier). Đến nay đây vẫn là quan điểm chính thức của Bundeswehr và NATO , dù một số sĩ quan như tướng Đức Klaus Naummann và tướng Mỹ Zabecki nghi ngờ không chỉ năng lực chiến lược mà cả hành vi "vô kỷ luật", "kiêu căng phù phiếm" của Rommel. Nguyên Phó Tổng tham mưu trưởng Bundeswehr Storbeck nhận xét rằng "Mô hình Rommel về cả phong cách lãnh đạo và tư duy tiến công tuy có khía cạnh mạo hiểm … nhưng thực tế thì ngày nay, cả chúng ta, các đồng minh NATO, các nước Khối Warszawa, thậm chí bên Israel, ai cũng đang sử dụng cả." Storbeck cũng chỉ trích một số phim tài liệu hiện đại là sử dụng những nhân chứng có ý kiến tiêu cực về Rommel quá nhiều (trong khi nhiều nhân chứng khác, những người có ý kiến ngược lại, không được hỏi đến), đưa ra những thông tin không có cơ sở và tự đặt những tiêu đề sai lệch như "Cuộc chiến tranh của Rommel"("Rommels Krieg").
Các danh tướng hiện đại như Schwarzkopf (và Gaddafi ở bên kia chiến tuyến, người tự nhận là kẻ thừa kế tinh thần của Rommel), Moshe Dayan và nhiều người khác đã coi Rommel làm mô hình của họ không chỉ về chuyên môn mà cả với tư cách một lãnh đạo, một biểu tượng nữa.
Có phương tiện truyền thông trách cứ ông vì chiếm dụng một căn biệt thự mà chính quyền cướp đoạt của người Do Thái. Thực ra, trong những tháng gần cuối đời, quả là sau khi nhà của Rommel bị bom đạn làm sập, Thị trưởng Stuttgart có liên hệ với chính quyền ở Ulm bố trí cho ông một căn biệt thự ở chỗ hẻo lánh làm chỗ ở, và quả 2 năm trước đó nó là của người Do Thái, nhưng gia đình Rommel chưa bao giờ nhận quyền sở hữu nó cả. Trong khi những viên tướng khác nhận được các món "quà" bất động sản (mỗi cơ ngơi hàng vài trăm héc ta) từ Hitler thì Rommel hoặc là không được gợi ý hoặc đã từ chối, cho dù hai người thân thiết như vậy. Đáng nói là trong đời thường, Rommel tính tằn tiện và khắc khổ quá mức, lại tháo vát (theo lời vợ ông thì nhà đỡ được tất cả các loại thợ do chồng có thể chế tạo hay sửa chữa được mọi thứ trong nhà) và quản lý tiền bạc khéo léo theo kiểu người Swabia (thậm chí còn tự lên kế hoạch tránh thuế hợp pháp rất tài tình khi thấy cuốn Infanterie greift an bán được đến không ngờ) nên không hề nghèo (dù ông hào phòng với vợ và cấp dưới) - lúc nghĩ mình sắp tử trận, trong thư tuyệt mệnh, ông vẫn hướng dẫn vợ làm sao đổi món tiền lương trả bằng lire mà ông mới dành dụm được.

## Danh tiếng quân sự của Rommel
| “                                                               | Rommel, Rommel, Rommel - có vấn đề gì khác ngoài việc đánh bại ông ta? | ” |
| — Thủ tướng Anh Winston Churchill (sau đại bại tại Gazala 1942) |                                                                        |   |

Thống chế Erwin Rommel là một bậc thầy trận mạc. Ngay cả khi biết liên quân Anh - Mỹ có quân số đông hơn Đức, ông vẫn tự tin sẵn sàng chiến đấu bằng tài chiến thuật siêu việt. Theo thời gian, tên tuổi của ông vẫn lôi cuốn hậu thế. Tướng lĩnh kiêm nhà sử học Anh David Fraser viết năm 1993 rằng, ông là một vị danh tướng lỗi lạc sánh vai với Napoléon Bonaparte và Robert Lee, dù có một sự thật là ông cũng như hai người này đều thua trận đánh cuối cùng trong sự nghiệp quân sự của mình.
Thiên tài quân sự của ông có ảnh hưởng lớn lao đến mức mà cả Thống chế Anh Bernard Montgomery và Đại tướng Hoa Kỳ George S. Patton đều coi cuộc chiến là một cuộc đọ sức cá nhân với vị Thống chế Đức lỗi lạc. Như Patton có nói: "Hai đoàn quân có thể xem. Tôi sẽ bắn Rommel. Ông ta sẽ bắn tôi. Nếu tôi giết được ông ta, tôi sẽ là vị cứu tinh, nước Mỹ sẽ chiến thắng cuộc chiến tranh". Montgomery và Patton cũng hết mực thán phục ông, đáp lại, Rommel cũng có lời bàn: "Montgomery chưa bao giờ làm nên một sai lầm chiến lược... [và] trong quân đội của Patton chúng ta nhận thấy thành tựu nổi bật nhất về chiến tranh cơ động". Các Sĩ quan và binh lính Anh trong cuộc Chiến tranh thế giới lần thứ hai cũng ngưỡng mộ "Cáo Sa mạc" đến mức mà họ thường nói "làm nên một Rommel" để chỉ sự làm việc một cách ngay thẳng và mạnh mẽ.
Theodor Werner, từng là một sĩ quan phục vụ dưới quyền Rommel trong cuộc Chiến tranh thế giới lần thứ nhất, đã nói: Bất kỳ ai bị rơi vào sức thu hút mạnh mẽ của ông đều trở thành một người lính thực sự. Ông ta dường như biết được kẻ thù của mình ra sao và họ sẽ đánh trả lại như thế nào.. Rommel học rộng binh thư, và ông rất ngưỡng mộ vị Hoàng đế Pháp trứ danh Napoléon Bonaparte. Ngay từ khi là một Sĩ quan trẻ tuổi, ông đã mua một bản in cảnh Napoléon trên thuyền đến nơi an trí tại Helena. Ông thật sự thán phục tài nghệ lãnh đạo của Napoléon, và đặc biệt là câu nói nổi tiếng của vị Hoàng đế rằng các tướng lĩnh không thể chỉ huy Đại quân (Grand Armée) của ông từ cung điện Tuileries, trong khi đó ông không có mấy thiện cảm với Carl von Clausewitz, cho rằng ông này quá lý thuyết: Khi học viên của ông trích dẫn Clausewitz, Rommel sẽ bực mình trả lời "Mặc kệ Clausewitz nghĩ gì, hãy cho tôi biết, ANH nghĩ gì?"

## Trong tiểu thuyết và phim ảnh
James Mason đã đóng vai của Rommel trong cuốn phim The Desert Fox năm 1951, và diễn viên Karl Michael Vogler cũng thủ vai của ông trong bộ phim Patton, do George C. Scott đóng vai chính. Năm 1988, Hardy Kruger đóng vai Rommel trong loạt phim nhiều tập War and Remembrance.
Trong cuốn truyện lịch sử giả tưởng The Man in the High Castle, tác giả Philip K. Dick có đề cập đến chi tiết Rommel được chính quyền Mỹ chỉ định làm chủ tích của đảng Quốc xã trong những năm đầu thập niên 1960.
Trong cuốn tiểu thuyết lịch sử Fox on the Rhin của hai tác giả Douglas Niles và Michael Dobson, Hitler bị giết trong âm mưu cho nổ bom vào ngày 20 tháng 7 năm 1944. Điều này dẫn tới việc Rommel tiếp tục sống và nhanh chóng mở ra một cuộc tấn công. Cuộc tấn công này bị đẩy lùi và cuốn sách kết thúc với việc Rommel đầu hàng người Anh và người Mỹ, vì ông tin rằng người dân Đức sẽ được sống tốt đẹp hơn dưới quyền lực của người phương Tây chứ không phải dưới tay chính quyền Xô Viết. Cuốn Fox on the Front là cuốn tiếp theo của Fox on the Rhine.

### Bị chú
1. ↑  Earle Rice, sử gia kiêm chuyên gia công nghệ hàng không và hạt nhân: ông sắp đặt đủ kiểu chướng ngại vật đầy sáng tạo ở các bãi biển đự đoán sẽ bị tấn công... nhưng đến cả ông cũng không thể tạo ra kỳ tích, khi mà thời gian, xi măng và nguyên vật liệu đều thiếu...[52]
2. ↑  Zaloga, sử gia kiêm nhà nghiên cứu công nghệ quân sự: Cái dự án mà ông ta làm có khi do đam mê kỹ thuật cá nhân nhiều hơn này, hóa ra là là một trong những phát minh quốc phòng xuất sắc nhất của Đức.[53]
3. ↑  Ruge: "Ông ấy không cứng nhắc đâu... Nếu một anh kỹ sư đề xuất một phát minh vào buổi tối thì thường sáng hôm sau ông sẽ gửi lại cho phiên bản của chính ông, và là bản cải tiến rõ rệt."[51]
4. ↑  Halder: "Rommel là tên điên nhưng không ai dám đấu với hắn vì hắn đặc biệt tàn bạo và lại có các cấp cao nhất đứng sau lưng."[130][131] Lưu ý: câu kết luận này được viết ra bởi một người muốn phá Rommel đến nỗi đã cử Paulus và Gause đến đẻ kiểm soát ông bất chấp những rối loạn và bất lợi điều đó sẽ gây cho quân Đức. Paulus sau khi va chạm với Rommel đã ra về theo lời vợ khuyên, còn Gause sẽ trở thành cộng sự tin cậy của Rommel.[132][133]